# Musée Courbet
Le musée Courbet, consacré à l'œuvre du peintre Gustave Courbet, est situé dans la commune française d'Ornans, dans le département du Doubs.
Créé en 1971 par Robert Fernier dans l'Hôtel Hébert, maison natale de Gustave Courbet, le musée devient propriété du département du Doubs en 1976. Il a été entièrement rénové et agrandi entre 2008 et 2011 et a annexé la maison Borel et l'Hôtel Champereux, portant sa surface à plus de 2 000 m2 dont 1 000 m2 et 21 salles d'exposition permanente et temporaire.

## Historique

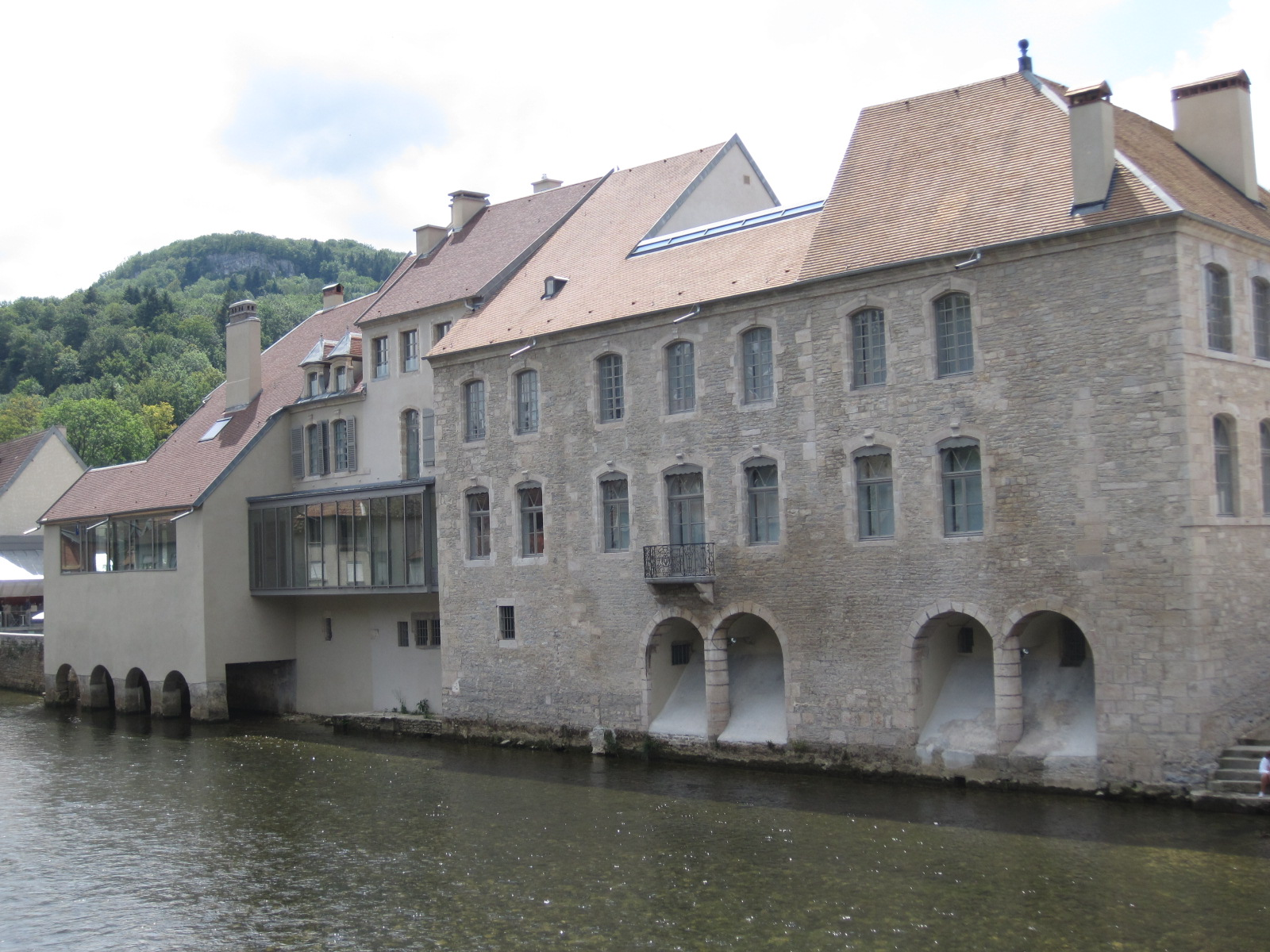
Façade du musée donnant sur la Loue.

Au début du XXe siècle, la sœur de Gustave Courbet, Juliette, échoue à créer un musée Courbet à Ornans. En 1947, le peintre franc-comtois Robert Fernier et l'expert parisien Gaston Delestre le fondent dans les locaux de l'hôtel de ville où sont exposés cinq tableaux, deux autres salles venant agrandir le musée en 1957. En 1969, la maison natale de Gustave Courbet, l'hôtel Hébert, est à vendre. La Société des amis de Courbet, fondée en 1937 par Fernier, se porte acquéreur de cette maison de caractère située au bord de la rivière de la Loue, pour y installer le musée. Le 10 septembre 1971, le musée est inauguré par le ministre des Affaires culturelles Jacques Duhamel. En 1976, le conseil général du Doubs se porte acquéreur des collections et des murs pour en assurer la pérennité. Robert Fernier, premier conservateur du musée, meurt en 1977, son fils Jean-Jacques lui succède jusqu'en 2008. L'acquisition de deux maisons mitoyennes, l'hôtel Champereux en 1994 et la maison Borel en 2003, permet d'envisager l'agrandissement du musée.
Des travaux sont entrepris à partir de 2008 pour un montant global de 9,2 millions d'euros à la charge du département du Doubs avec l'aide du conseil régional de Franche-Comté (2 millions d'euros), de l'État français (1,28 million d'euros) et du grand emprunt (300 000 euros).
Après trois ans de fermeture, le musée Courbet a rouvert ses portes le 2 juillet 2011, sa surface passant de 500 m2 à 2 000 m2, par l'adjonction des deux bâtiments historiques contigus acquis au préalable.
Depuis 2014, le musée d'Orsay a signé un partenariat avec le musée, ce rôle de parrain consiste en un partenariat scientifique et, entre autres, d'accompagner les prêts du musée sur le plan national et international. Trois autres musées de France sont partenaires d'Orsay.
En 2023-2024, deux toiles préalablement au musée des Beaux-Arts de Nice sont déposées au musée : Le Chevreuil chassé aux écoutes, printemps, de 1867, et Le Saut du Doubs, non daté.

## Architecture

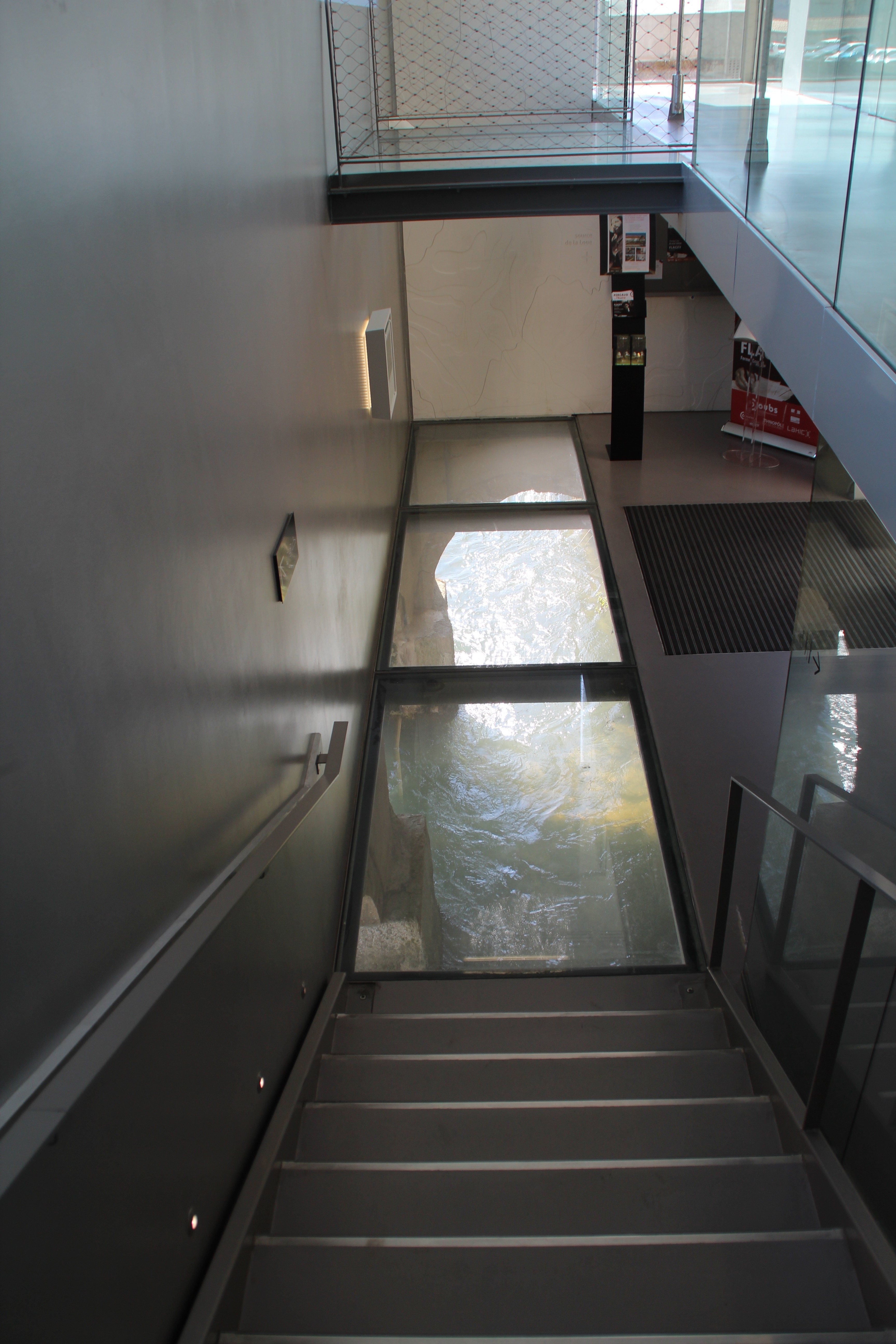
Vue sur la Loue, 2016.

Le bâtiment a été construit au XVIe siècle ; il a été restauré au XVIIIe siècle par la famille Hébert. Il aurait vu la naissance du peintre Gustave Courbet le 10 juin 1819.
Une grande partie de l'aménagement intérieur (cuisine, chambre, cheminées) fait l'objet d'une inscription au titre des monuments historiques par arrêté du 19 février 1982.
Le musée a été racheté en 2008 par le conseil général du Doubs qui y a engagé d'importants travaux de rénovation et d'agrandissement entre 2008 et 2011 selon les plans de l'architecte Christine Edeikins de l'agence Ateliers 234.

## Fréquentation
| 2000   | 2001   | 2002   | 2003   | 2004   | 2005   | 2006   | 2007   | 2008   | 2009   |
| ------ | ------ | ------ | ------ | ------ | ------ | ------ | ------ | ------ | ------ |
| 31 372 | 20 865 | 20 072 | 25 266 | 24 113 | 17 156 | 17 881 | 19 702 | 3 886  | fermé  |
| 2010   | 2011   | 2012   | 2013   | 2014   | 2015   | 2016   | 2017   | 2018   | 2019   |
| fermé  | 60 556 | 58 579 | 79 559 | 66 843 | 48 353 | 51 665 | 35 208 | 38 185 | 70 136 |
| 2020   | 2021   | 2022   | 2023   | 2024   | 2025   | 2026   | 2027   | 2028   | 2029   |
| 23 149 | 44 495 | 50 513 | 47 666 | 45 156 |        |        |        |        |        |

## Collection permanente
La collection permanente, complètement restaurée durant la fermeture du musée de 2008 à 2011, est composée de 75 œuvres (peintures, dessins, sculptures, lettres, archives) dont 41 peintures et quatre sculptures de Gustave Courbet, le restant étant l'œuvre d'artistes de son entourage tels que ses amis Max Claudet et Max Buchon, son maître Claude-Antoine Beau, ou encore ses disciples et suiveurs tels que Louis-Augustin Auguin, Marcel Ordinaire (d) et Cherubino Patà, représentant un total de plus de 200 pièces.

### Peintures et dessins

#### Œuvres de Gustave Courbet
Parmi les tableaux de Courbet exposés, celui intitulé Vue d'Ornans ou Le Miroir d'Ornans, peint vers 1872, est répertorié « MNR 181 » : il s'agit d'une œuvre récupérée à la fin de la Seconde Guerre mondiale, déposée le 19 janvier 1953 par arrêté du ministère de l'Éducation nationale et en attente de restitution à ses légitimes propriétaires.

Tableaux de Courbet de la collection permanente du musée.
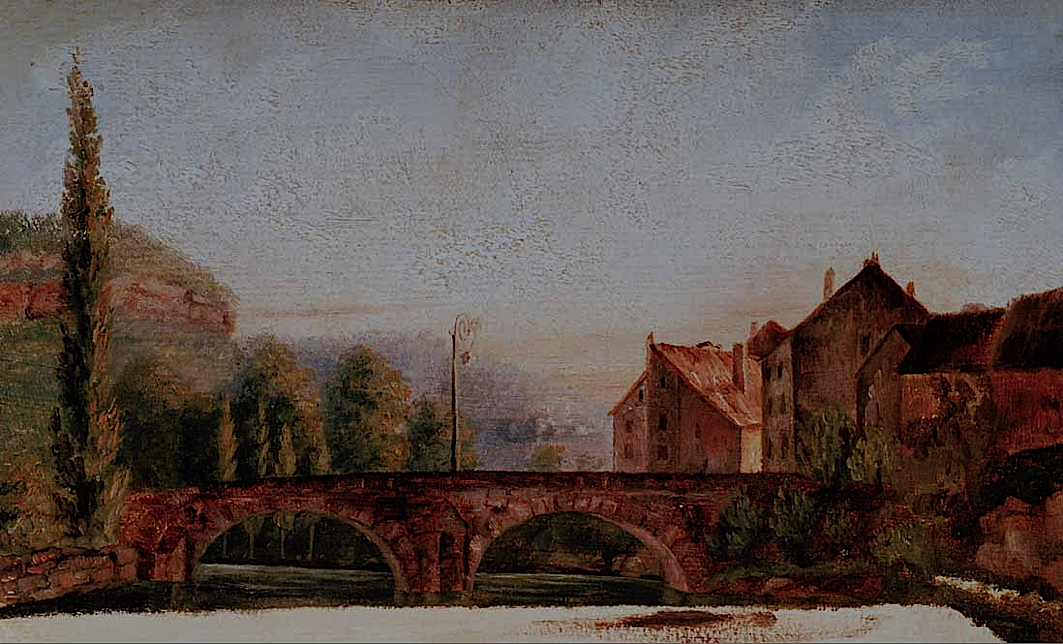
Le Pont de Nahin (1837).
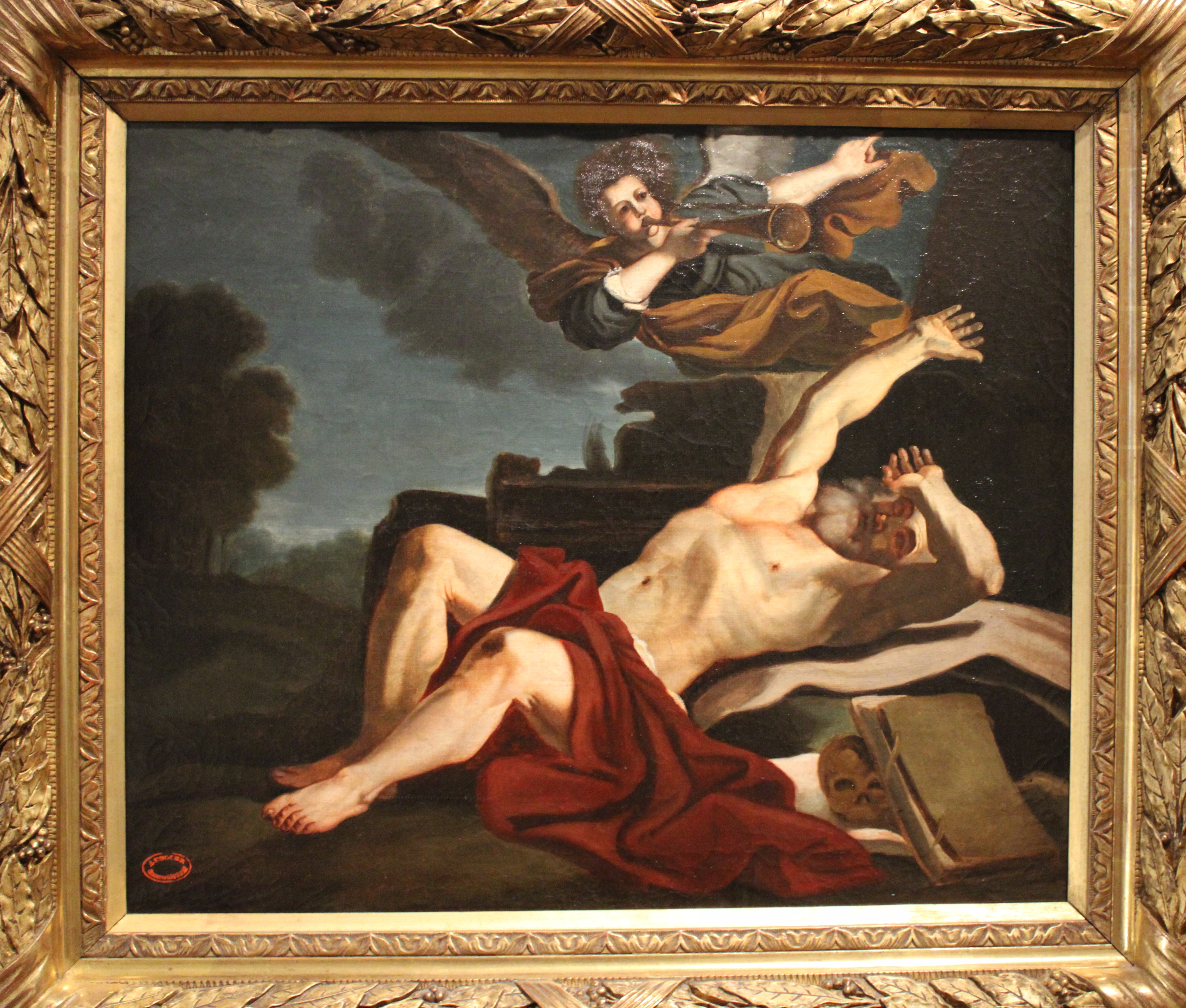
Le Réveil de Saint-Jérôme (vers 1840).
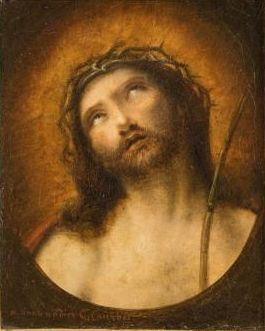
Ecce Homo (vers 1840).
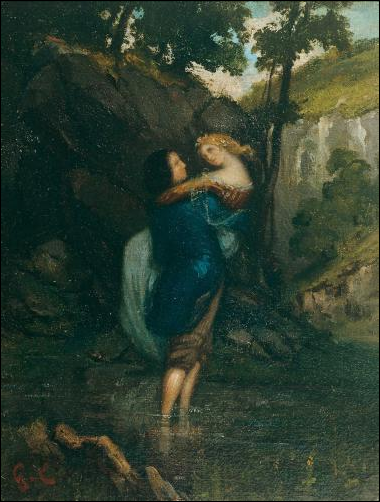
Le Passage du gué (vers 1841).
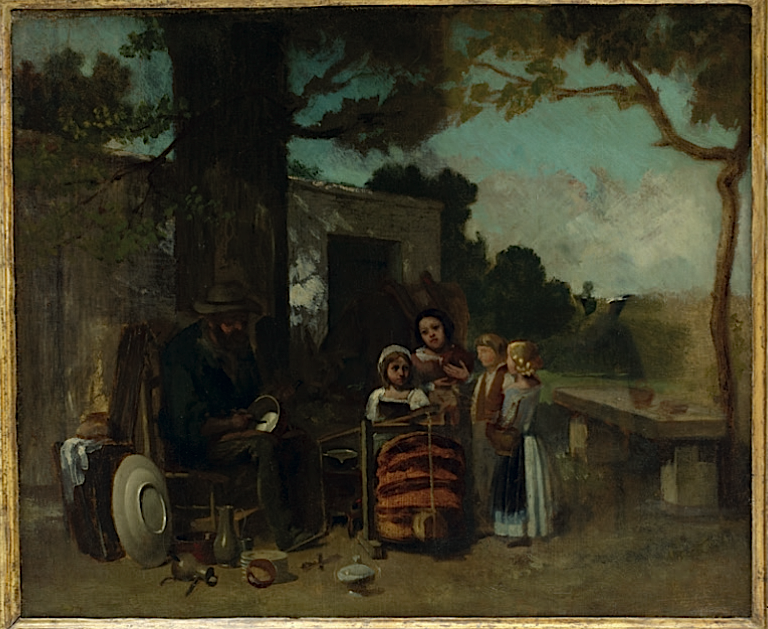
Le Rétameur (1841).
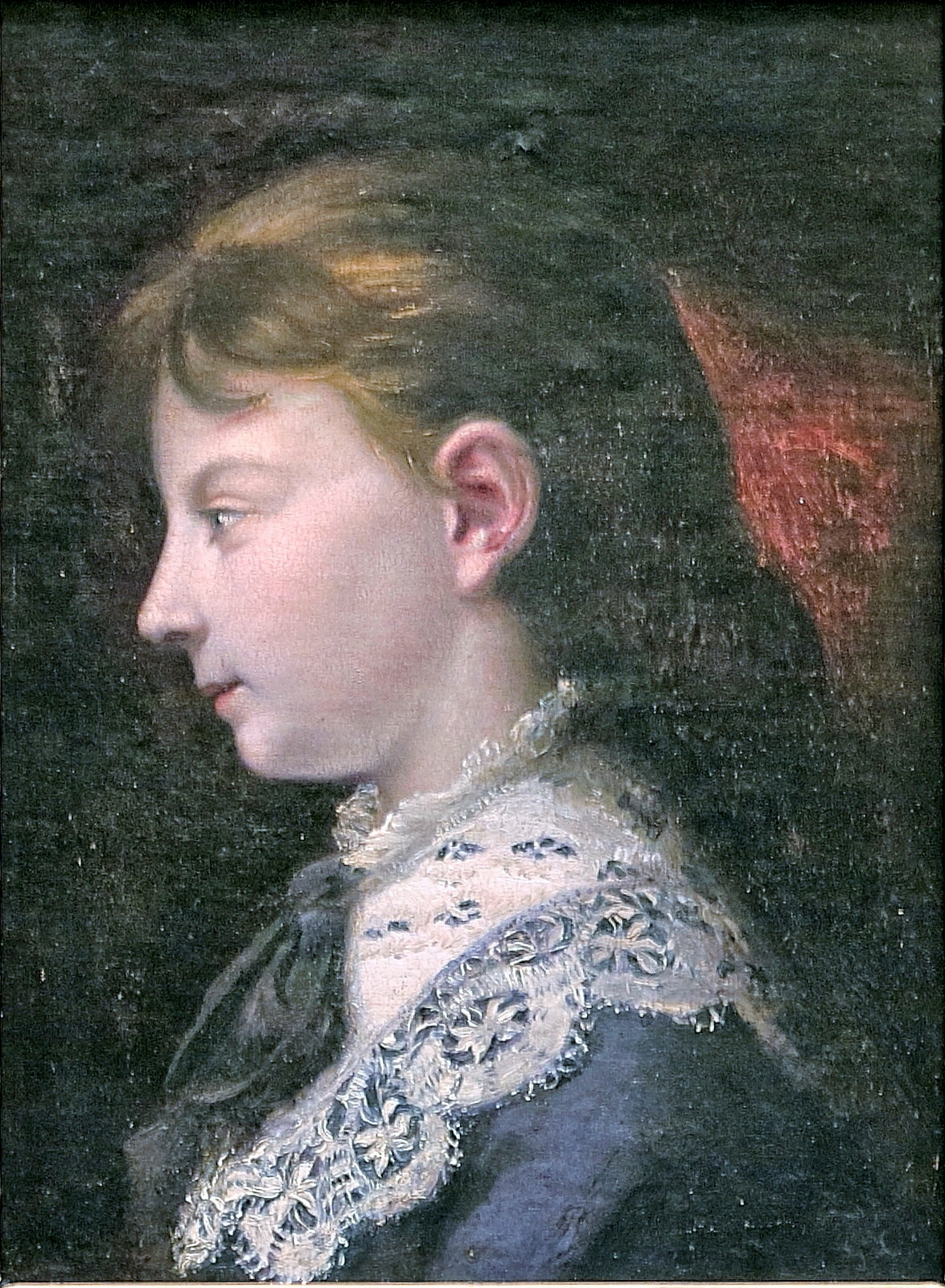
Portrait de Juliette (1842).
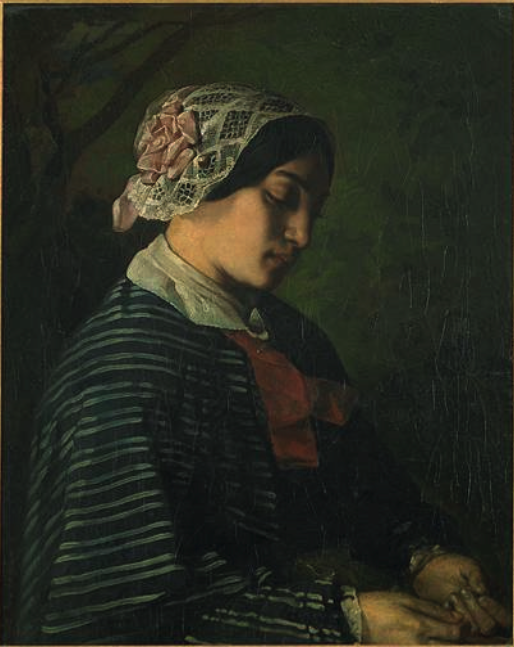
Portrait présumé d'une jeune fille d'Ornans (1842).
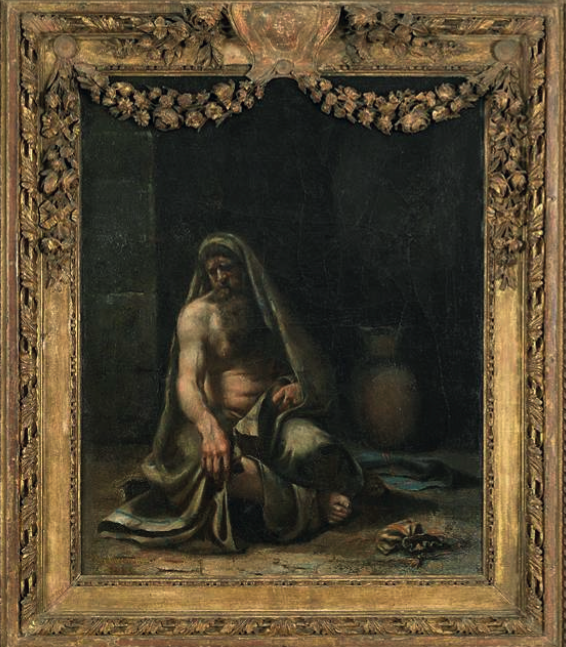
Prisonnier du dey d'Alger (1844).
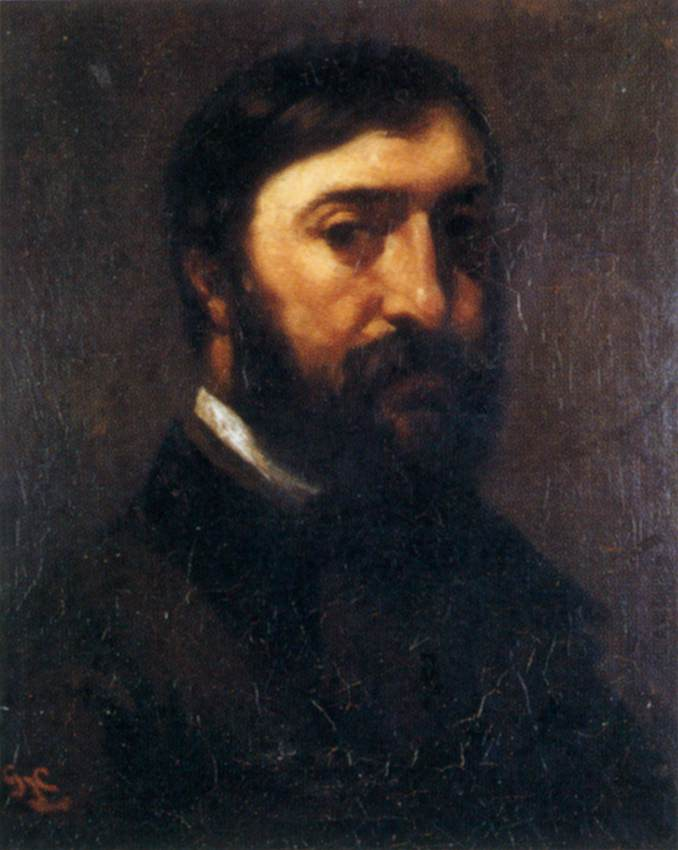
Portrait d'Urbain Cuenot (1846).
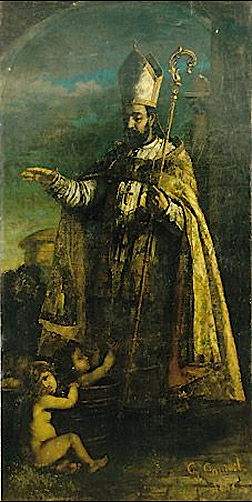
Saint Nicolas ressuscitant les petits enfants (1847).
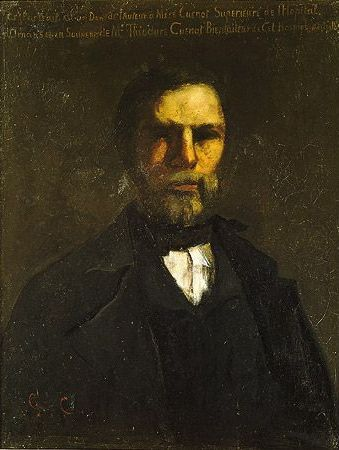
Portrait de Théodore Cuénot (1847).
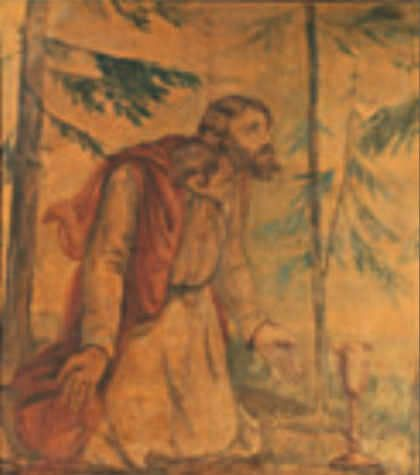
Jésus devant un calice (1847).
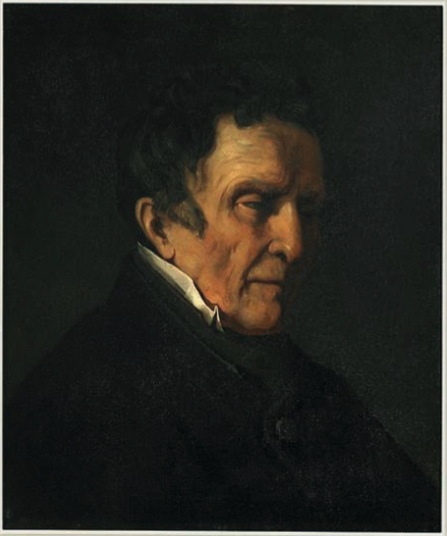
Portrait du grand-père Oudot (1847-1849).
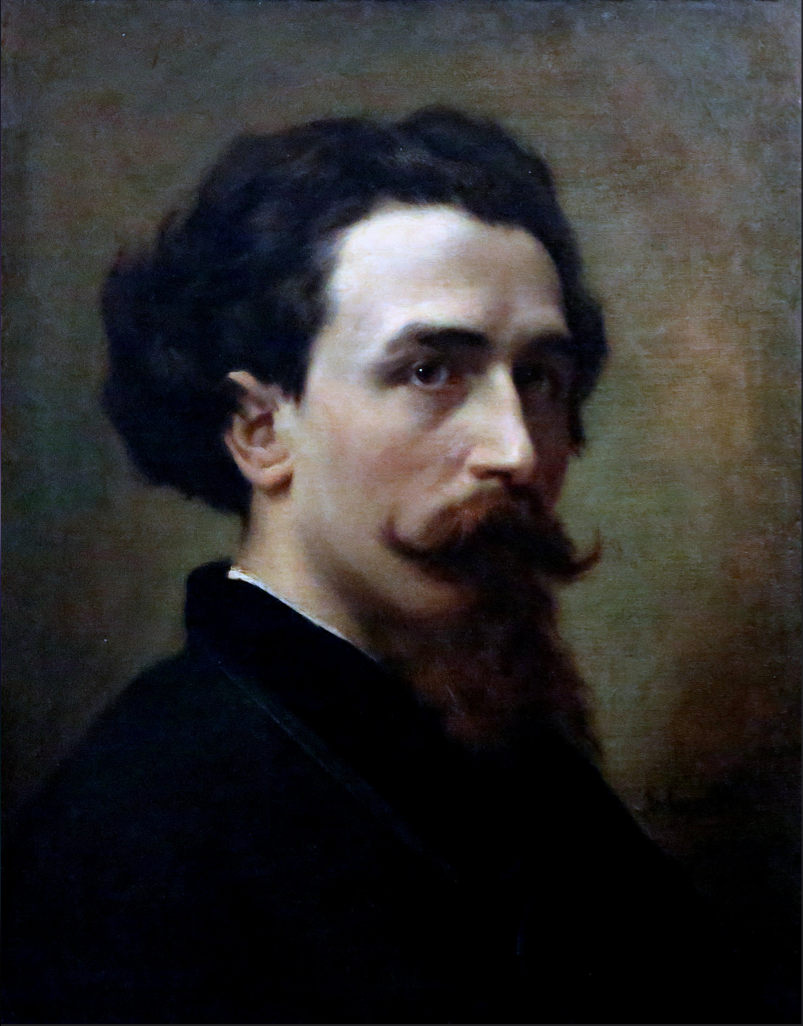
Portrait présumé de Jules Dupré ou de Francis Wey (vers 1849).
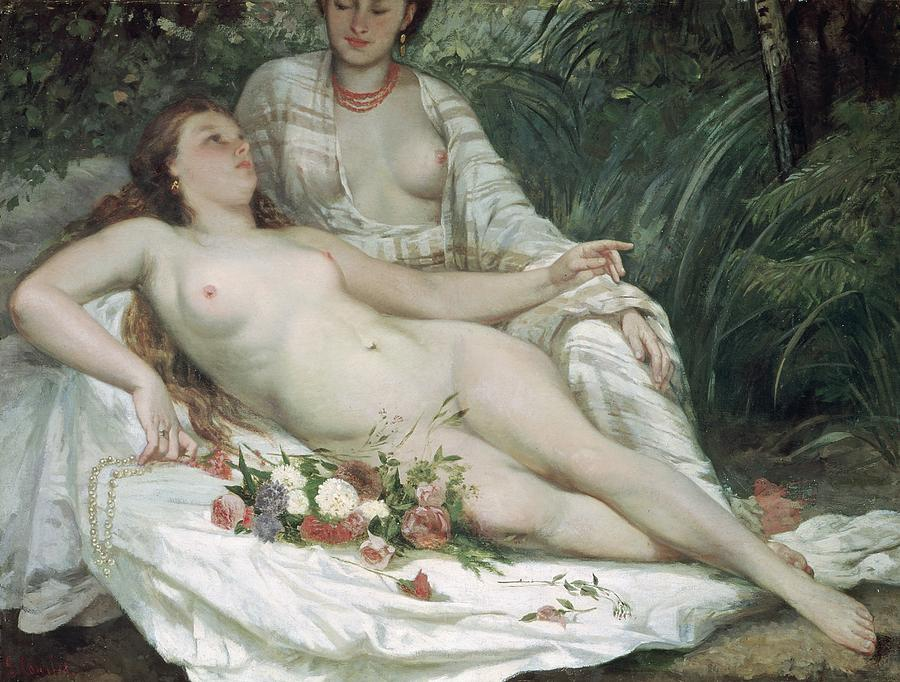
Baigneuses ou Deux Femmes nues (1858) avec Hector Hanoteau.
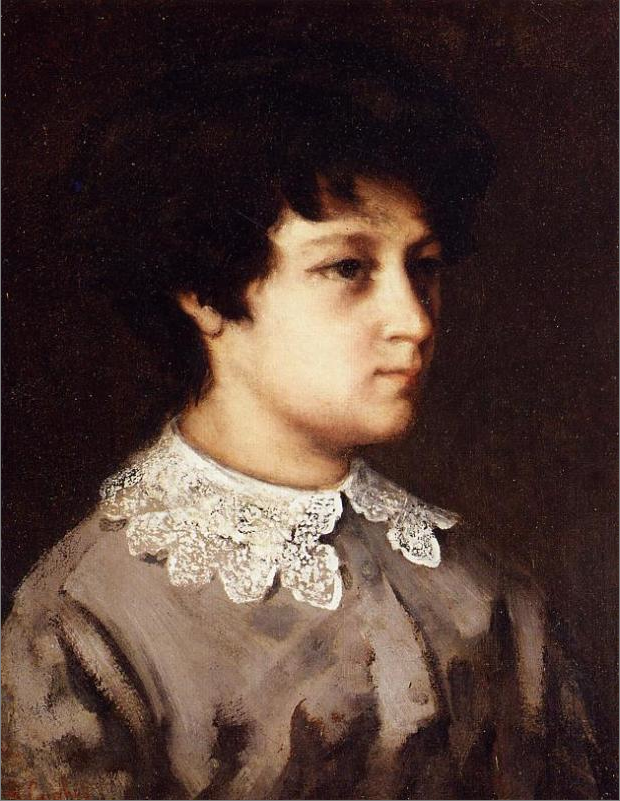
Portrait d'une jeune fille de Salins (1860).
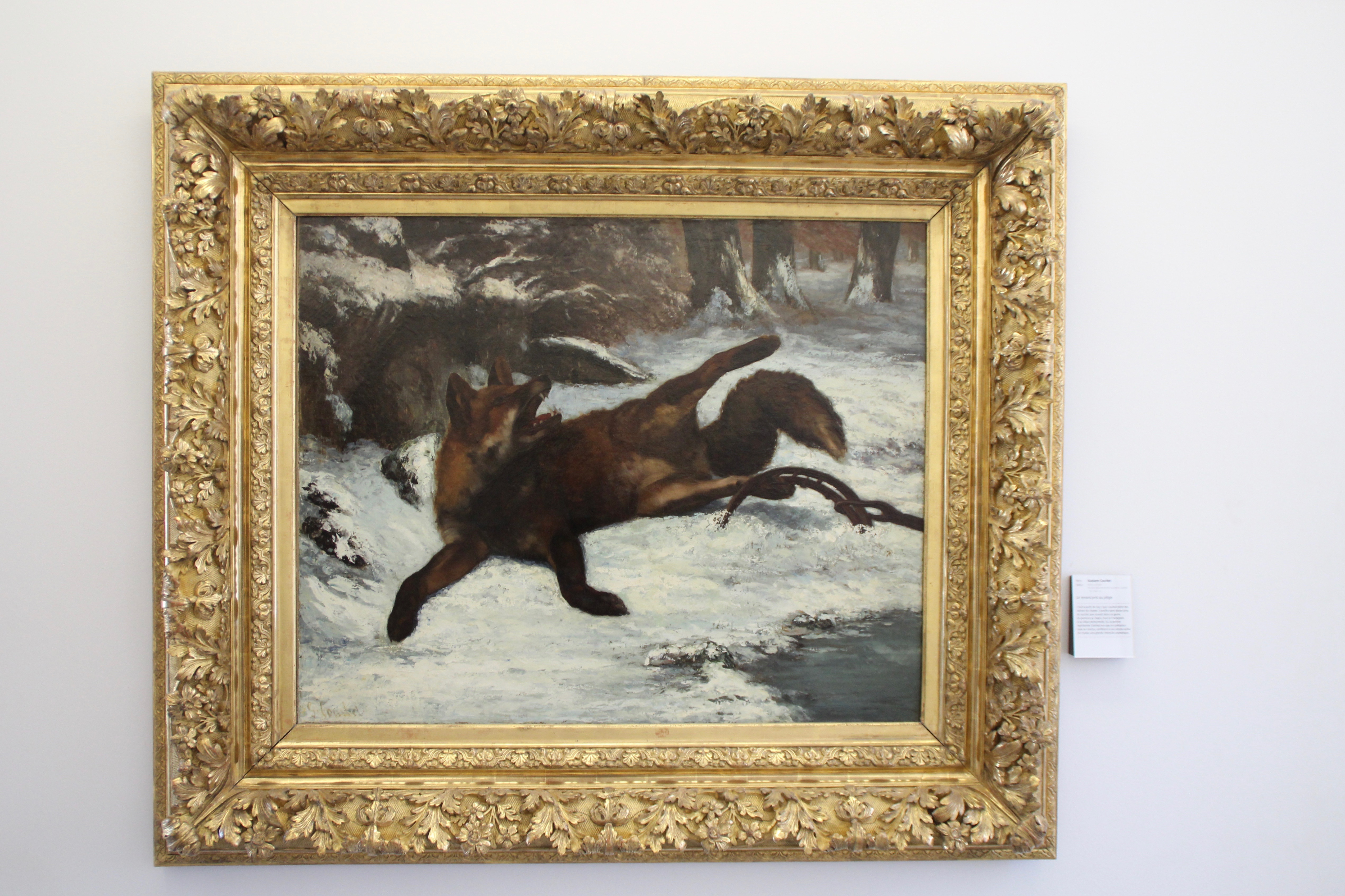
Le Renard pris au piège (1860).
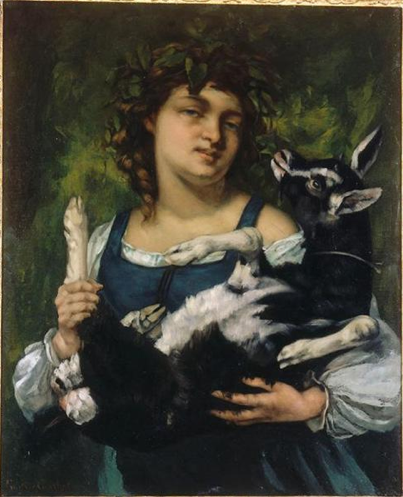
La Villageoise au chevreau (1860).
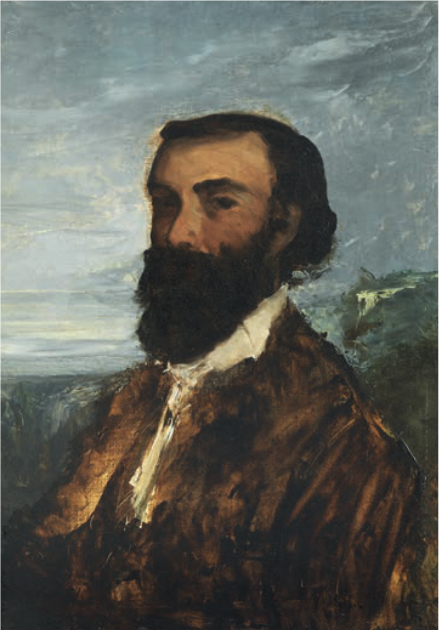
Portrait de Louis-Augustin Auguin (1862).
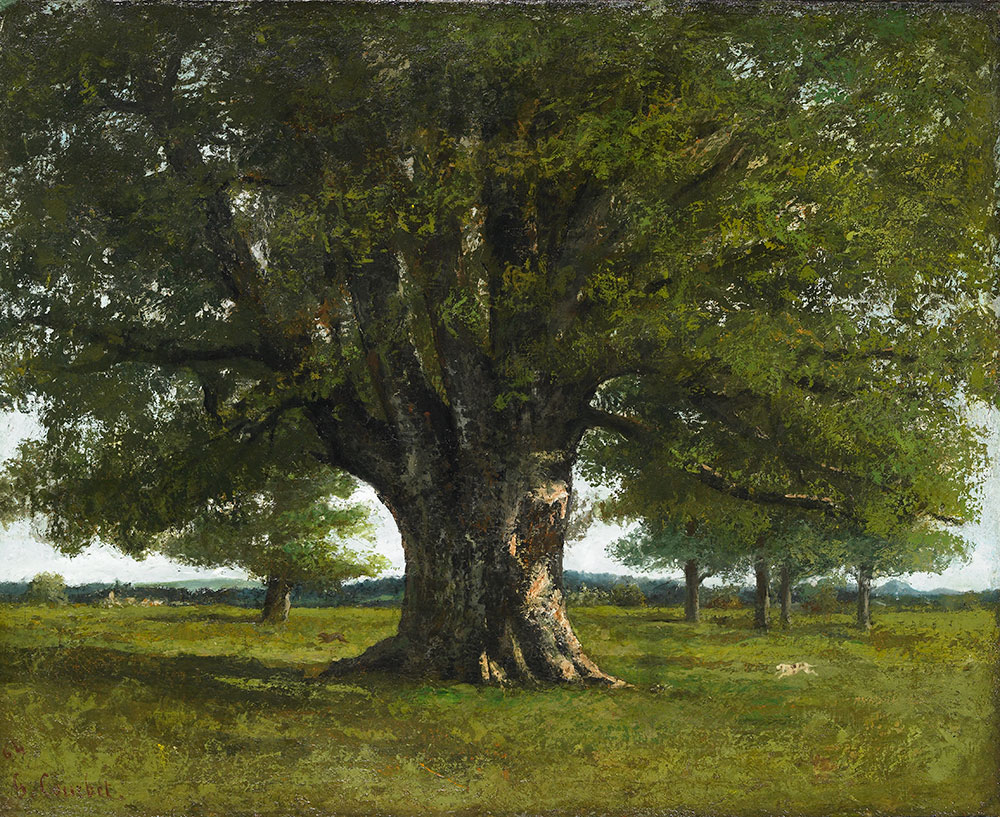
Le Chêne de Flagey (1864).
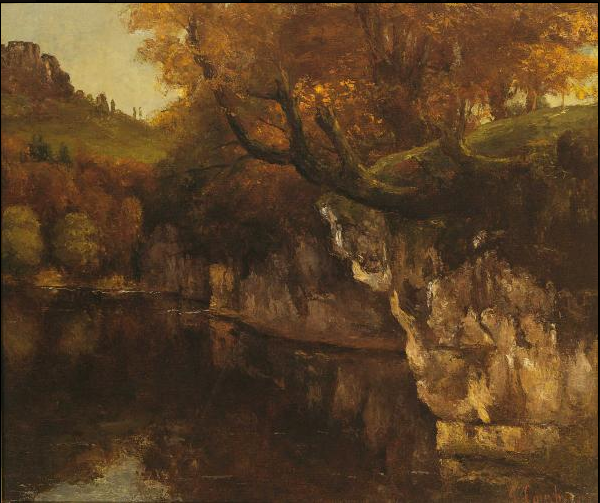
La Loue à la Scey-en-Varais (1865).
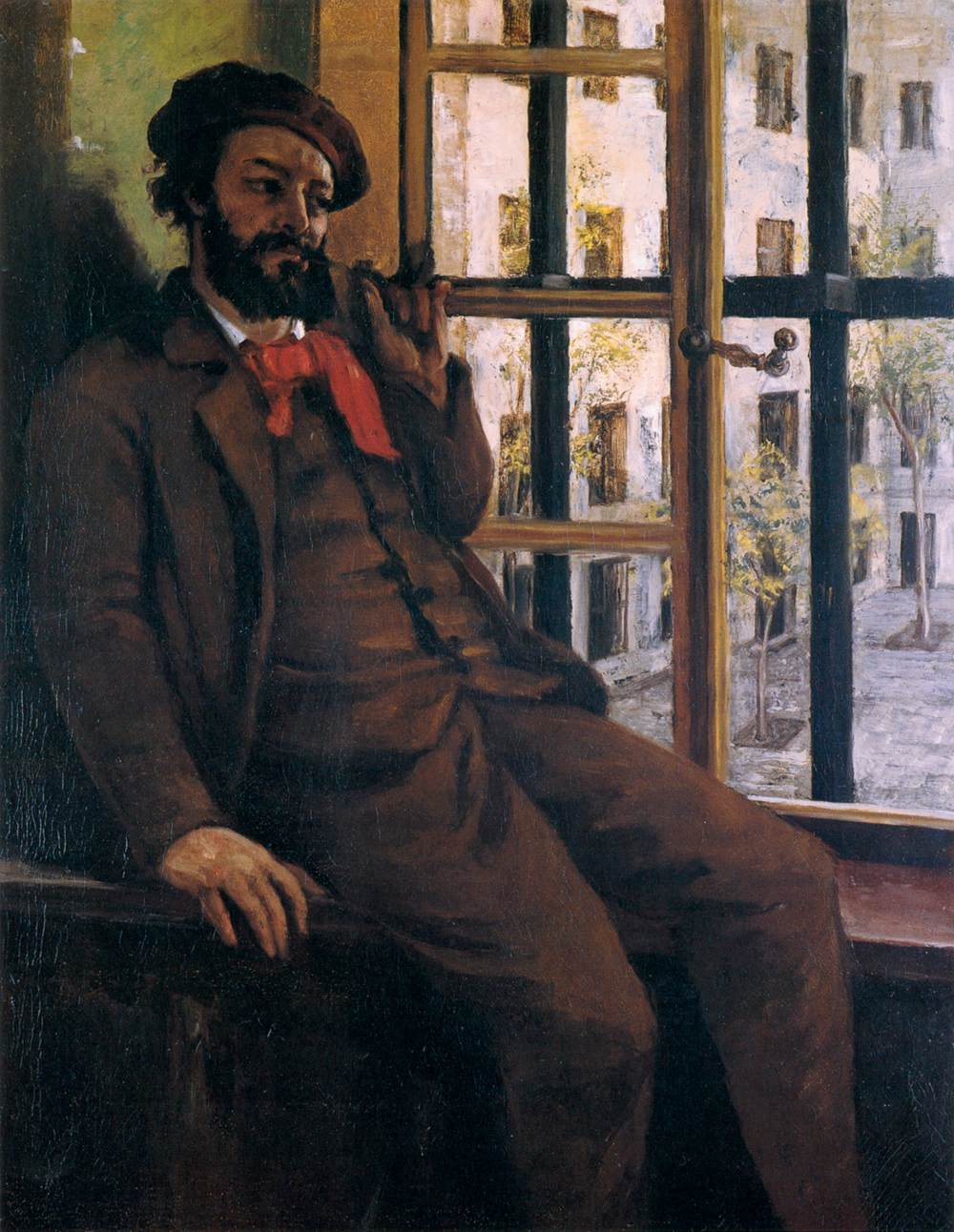
Autoportrait à Sainte-Pélagie (vers 1872).
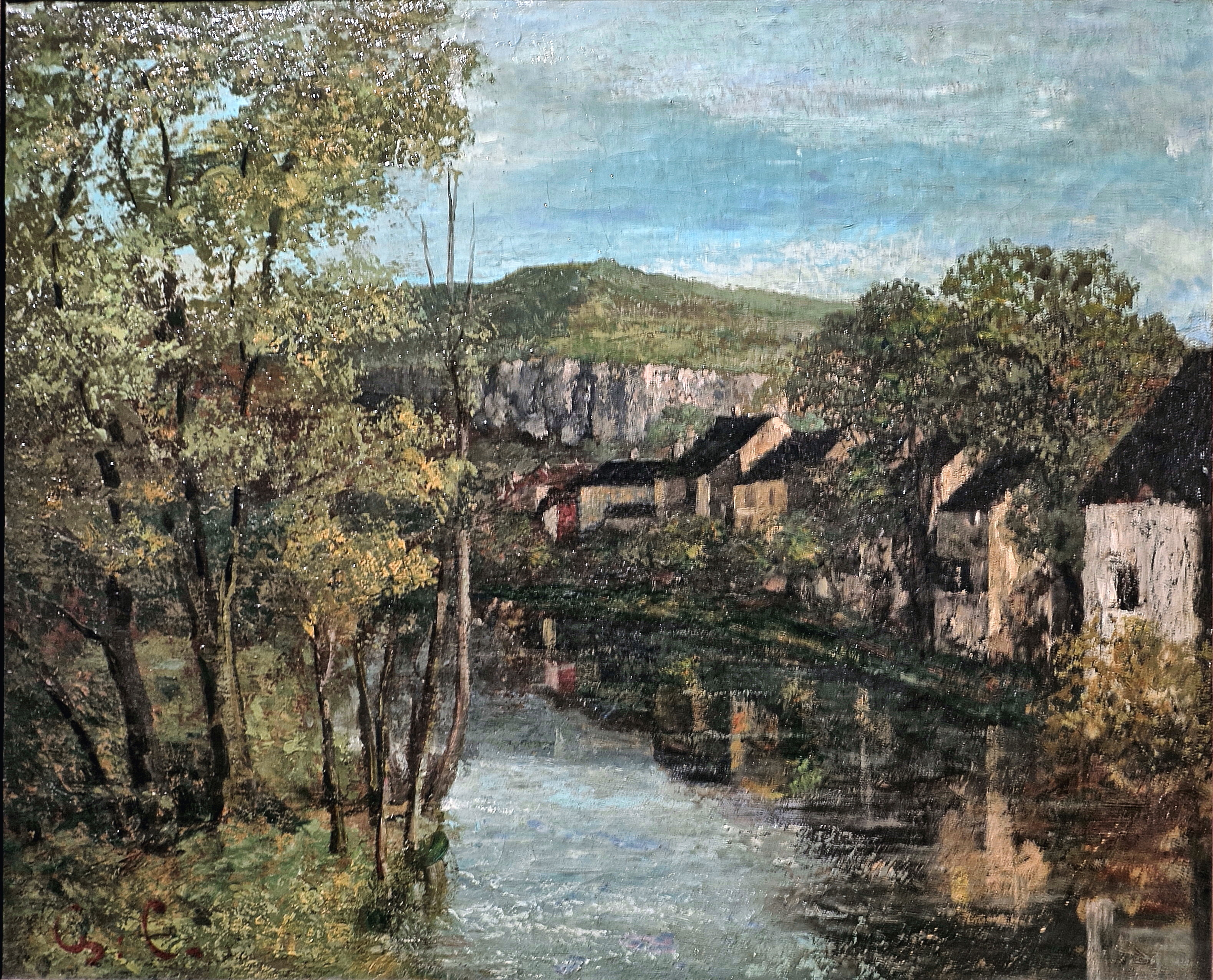
Vue d'Ornans ou Le Miroir d'Ornans (1872)
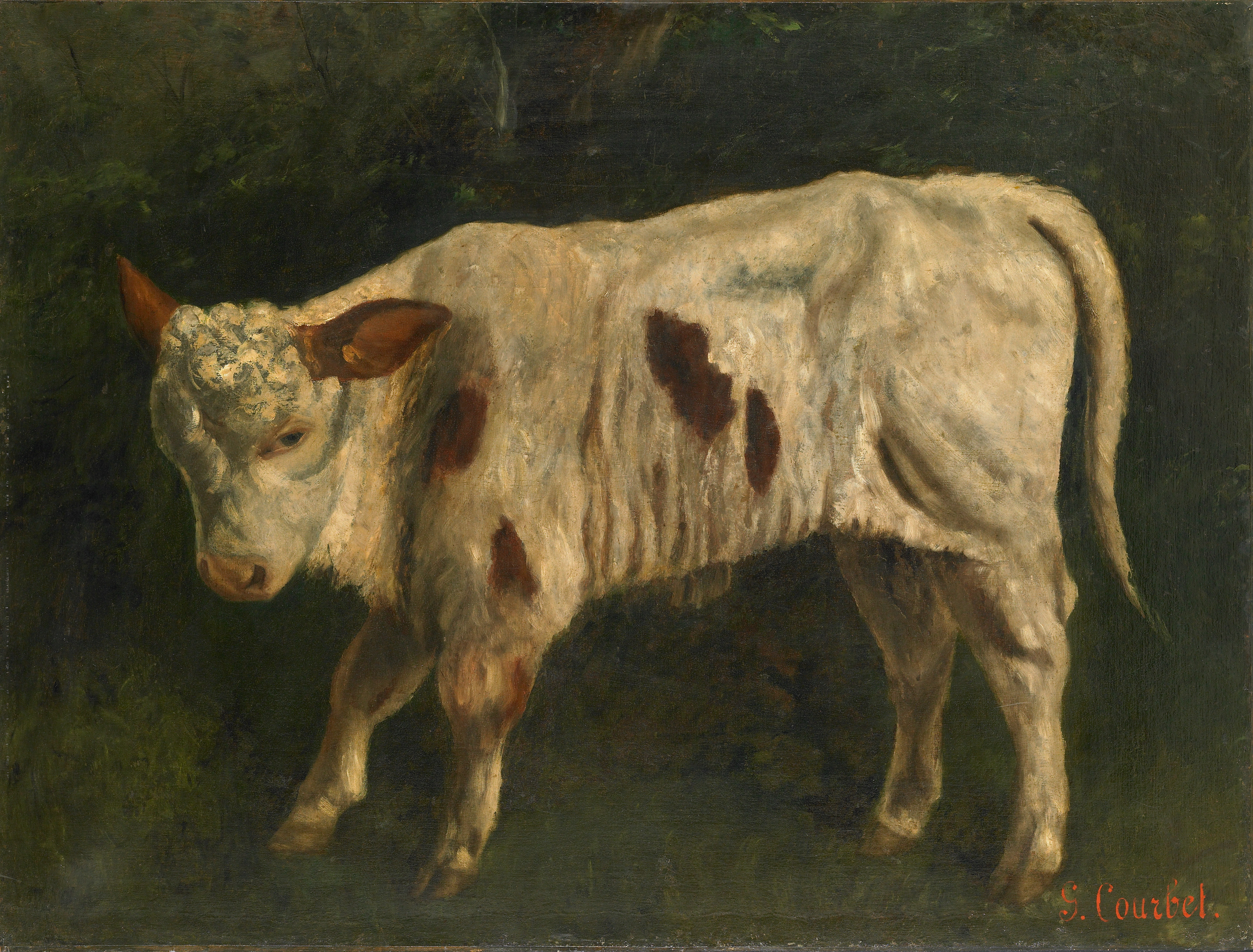
Le Veau blanc (1873)
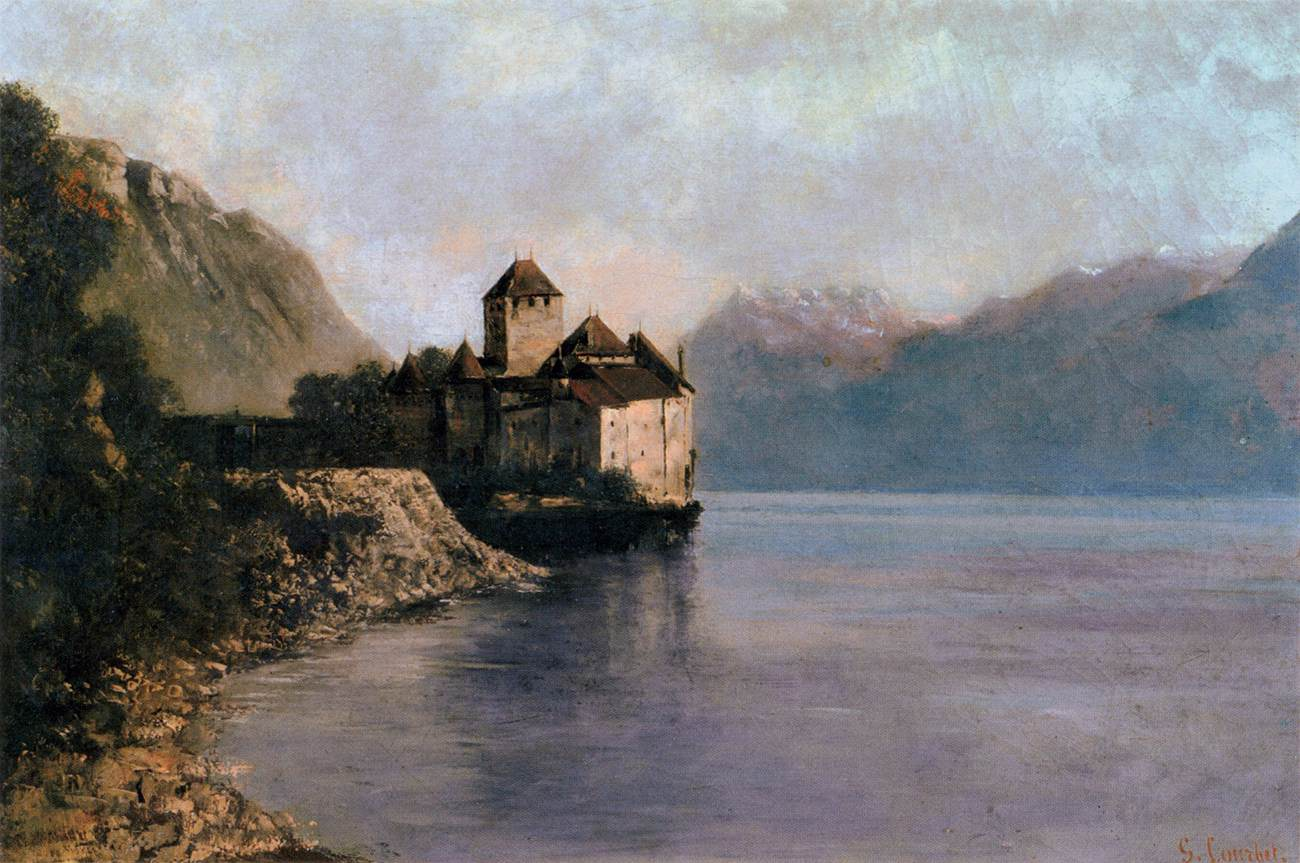
Château de Chillon (1874)

### Sculptures

Sculptures de la collection permanente du musée.
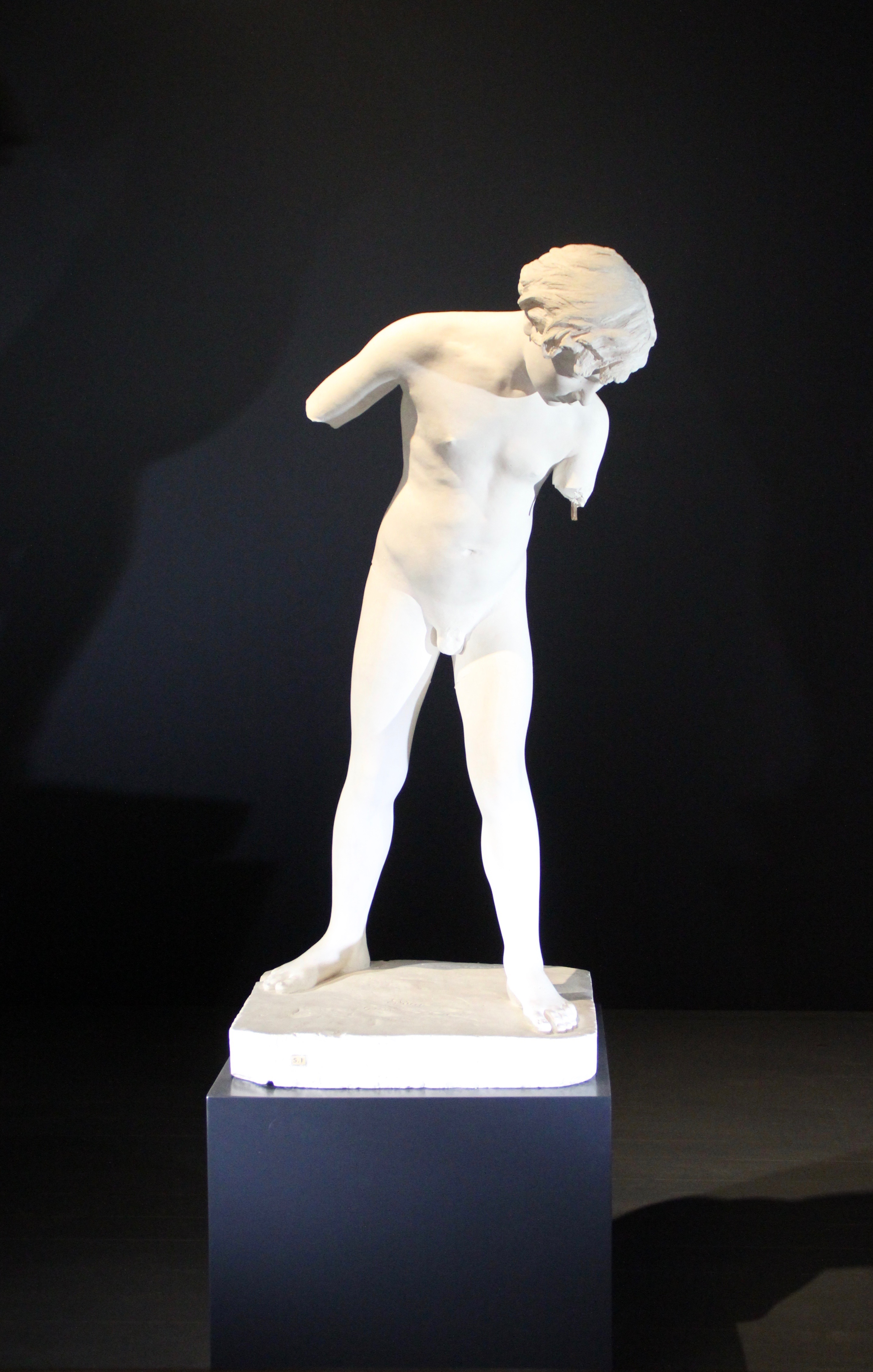
Le Pêcheur de Chavot (1862) par Gustave Courbet.
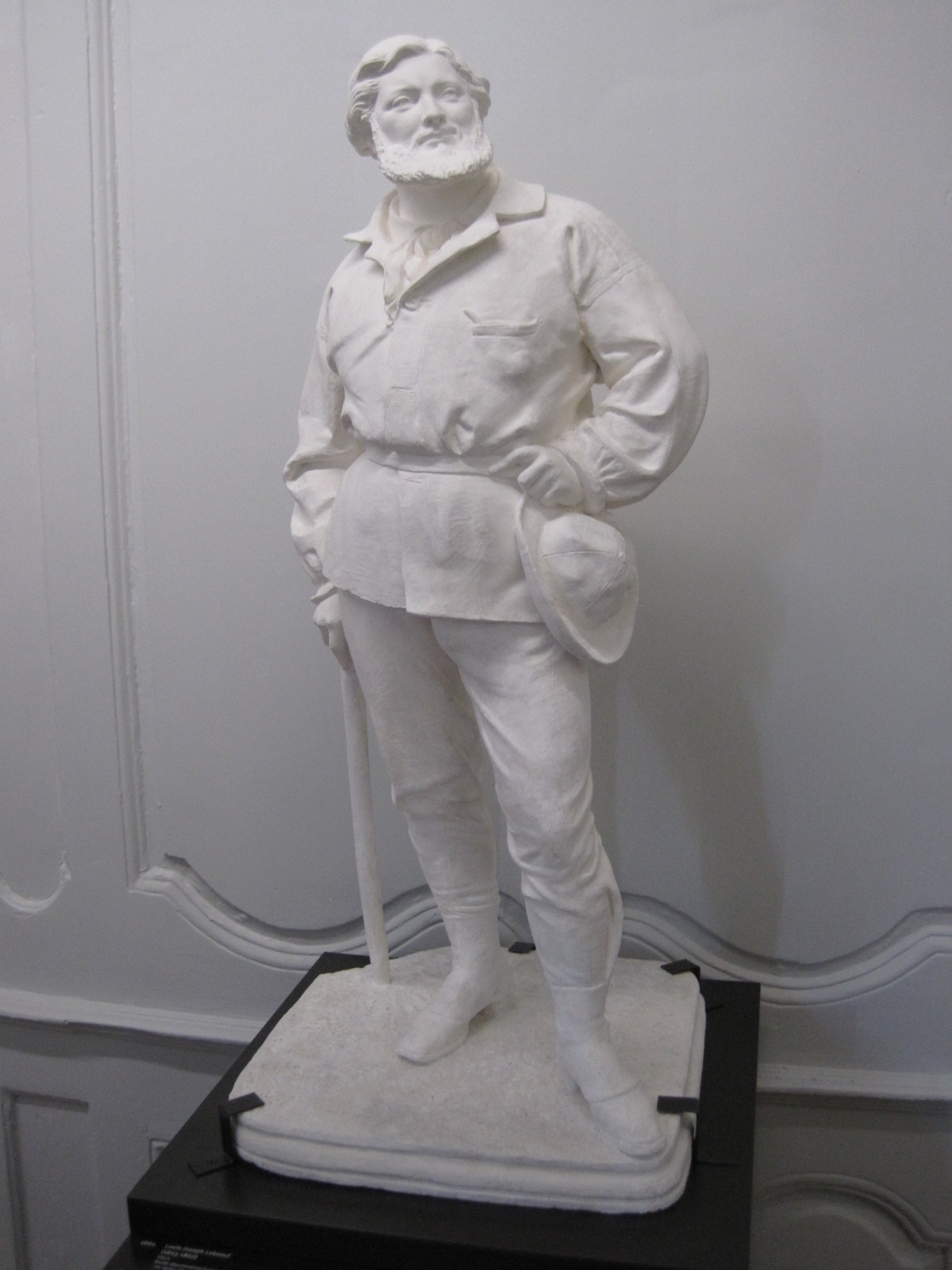
Statue de Gustave Courbet par Louis-Joseph Lebœuf (d).
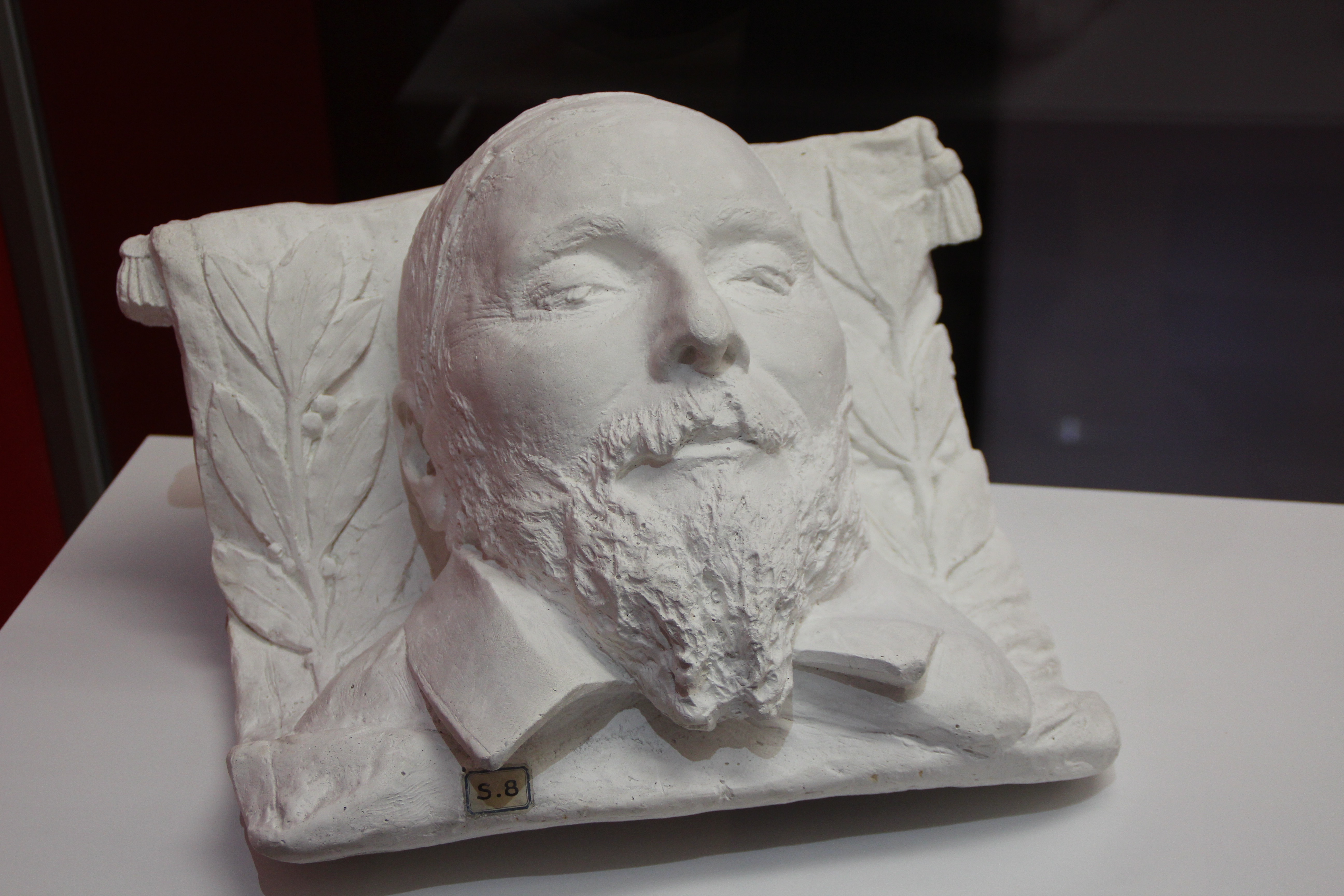
Masque mortuaire de Gustave Courbet.
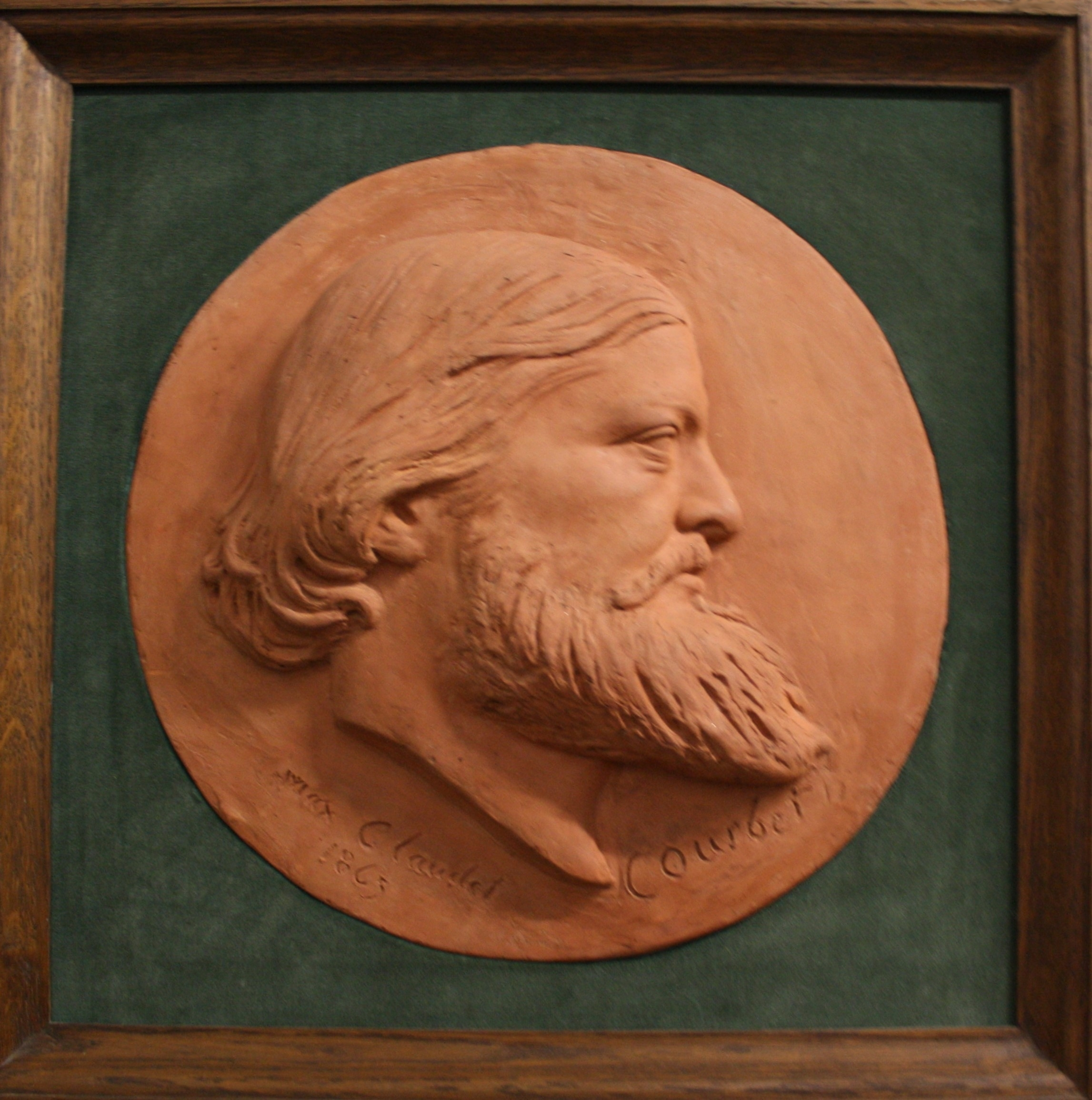
Médaillon de Gustave Courbet (1863) par Max Claudet.

## Expositions temporaires
- 2011 : 
  - du 2 juillet 2010 au 3 octobre 2011 :  Courbet et Clésinger : œuvres croisées. La première exposition temporaire après la réouverture du musée confronte les œuvres du peintre Gustave Courbet à celles du sculpteur franc-comtois Auguste Clésinger. Cette exposition a accueilli 44 500 visiteurs.

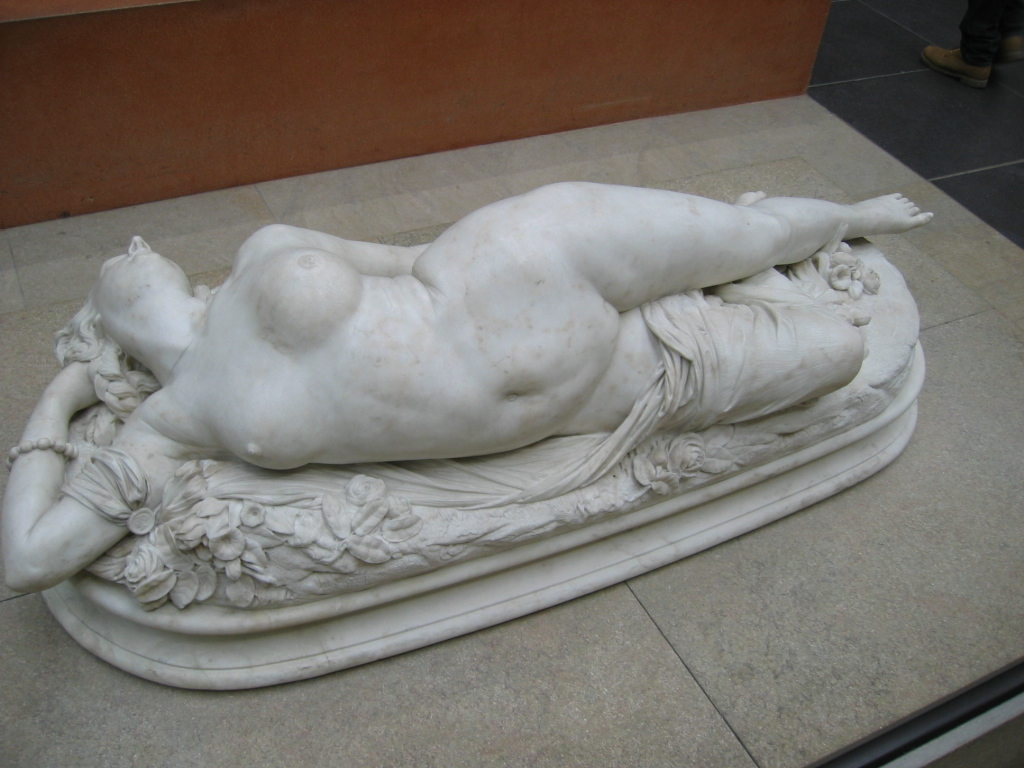
Auguste Clésinger, Femme piquée par un serpent (1847).
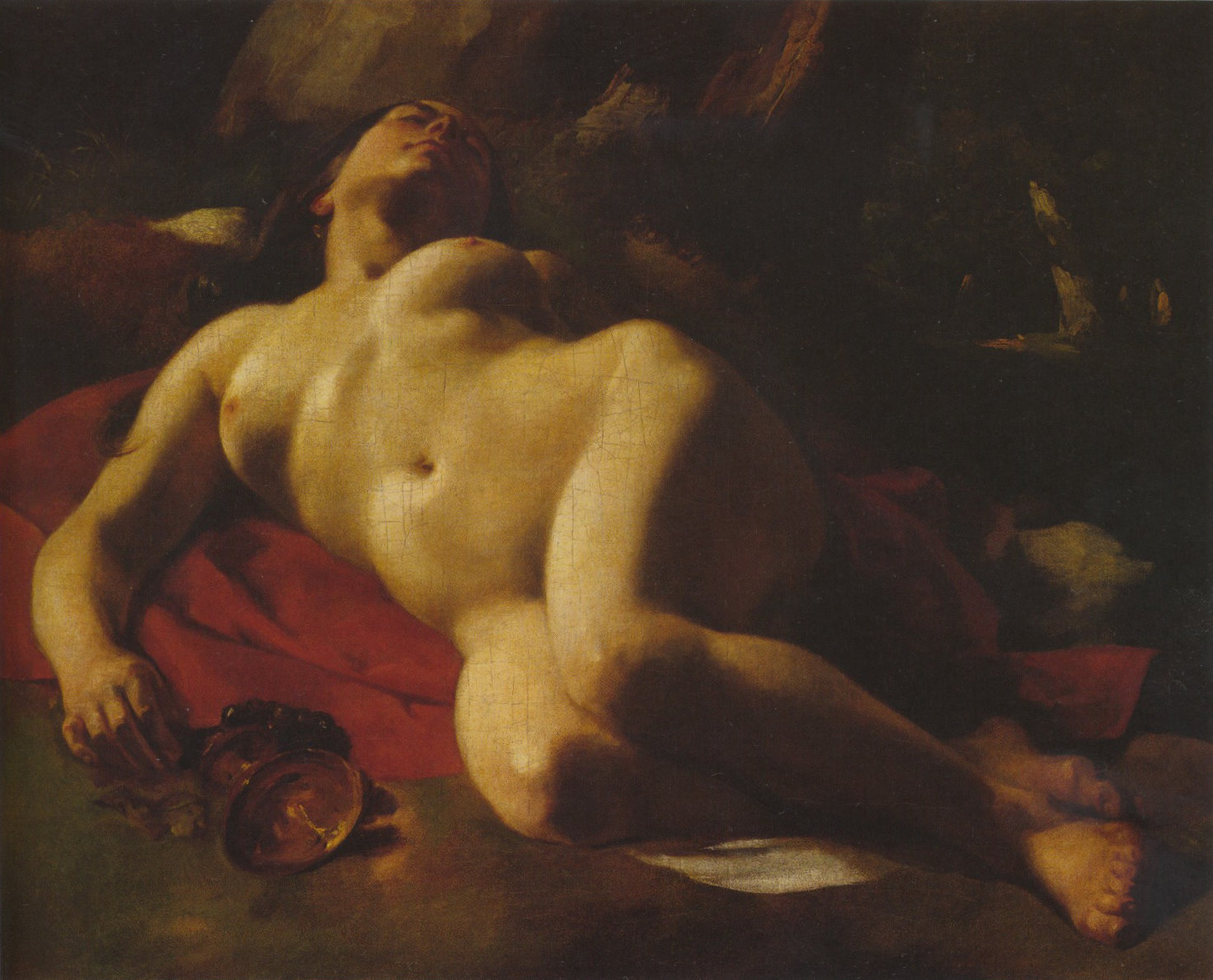
Gustave Courbet, La Bacchante (vers 1844-1847).

- 2012 : 
  - du 19 novembre 2011 au 12 mars 2012 : Les Graveurs de Courbet. Le commissariat de cette exposition est assuré par l'Institut Courbet qui y présente son important fonds d art graphique en particulier des gravures d'interprétation d'après le maître d'Ornans et de nombreuses caricatures.
  - du 30 juin au 1er octobre 2012 : À l'épreuve du réel : les peintres et la photographie au XIXe siècle.

- 2013 : 
  - du 24 novembre 2012 au 25 février 2013 : Les chasses de Monsieur Courbet.
  - du 29 juin au 14 octobre 2013 : Courbet/Cézanne, la vérité en peinture. (51 276 visiteurs).

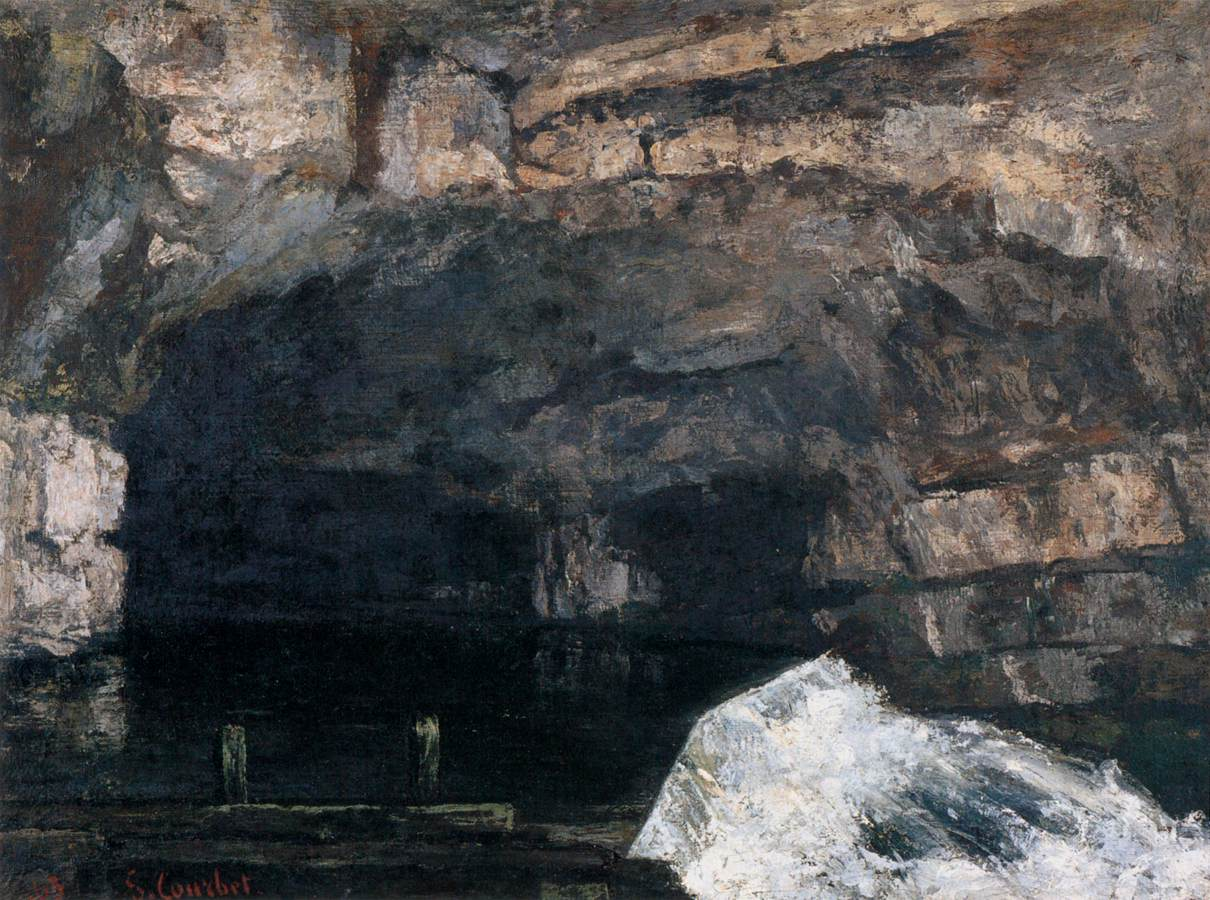
Gustave Courbet, La Source de la Loue (1864)
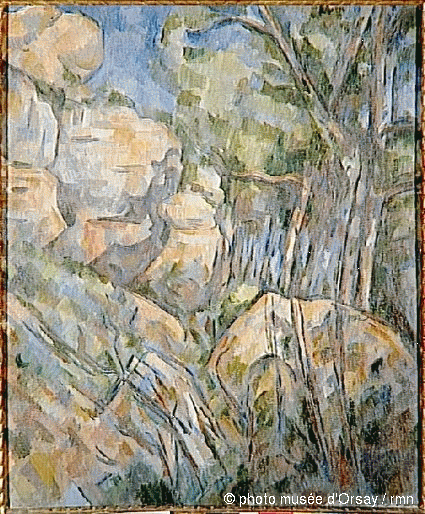
Paul Cézanne, Rochers près des grottes au-dessus du Château-Noir (vers 1904)

- 2014 : 
  - du 14 décembre 2013 au 21 avril 2014 : Hector Hanoteau, un paysagiste ami de Courbet. Hector Hanoteau (1823-1890), peintre paysagiste, fut à son époque un artiste renommé, influent auprès de ses pairs.
  - du 7 juin au 1er septembre 2014 : Cet obscur objet de désirs. Autour de « L'Origine du Monde ». Exposition qui s'articule autour du célèbre tableau de Courbet L'Origine du monde, prêté par le musée d'Orsay et qui avait déjà été exposé à Ornans en 1991 avant son entrée par dation dans les collections du musée d'Orsay. La thématique aborde la représentation du sexe féminin des origines à nos jours.

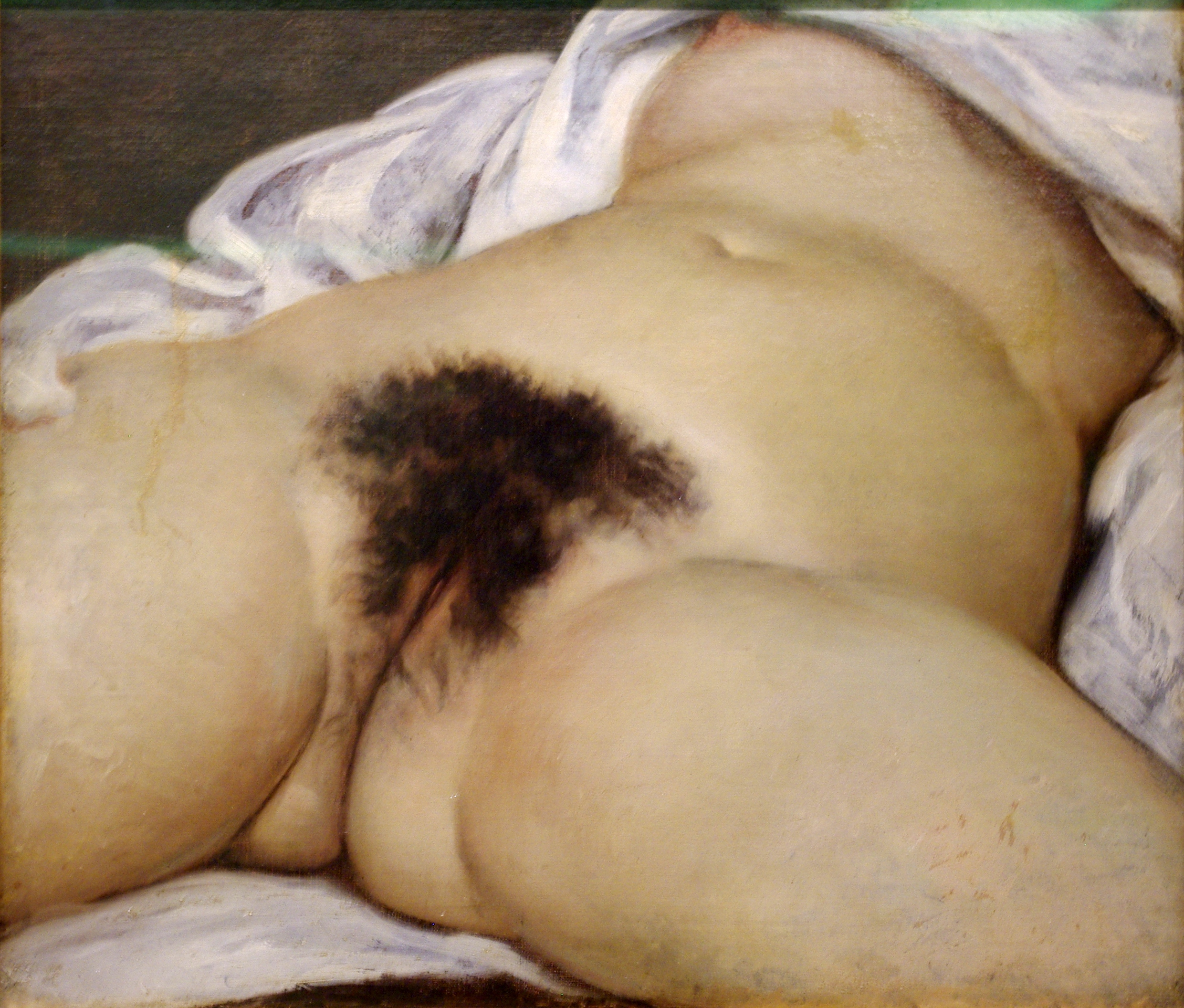
Gustave Courbet, L'Origine du monde (1866)
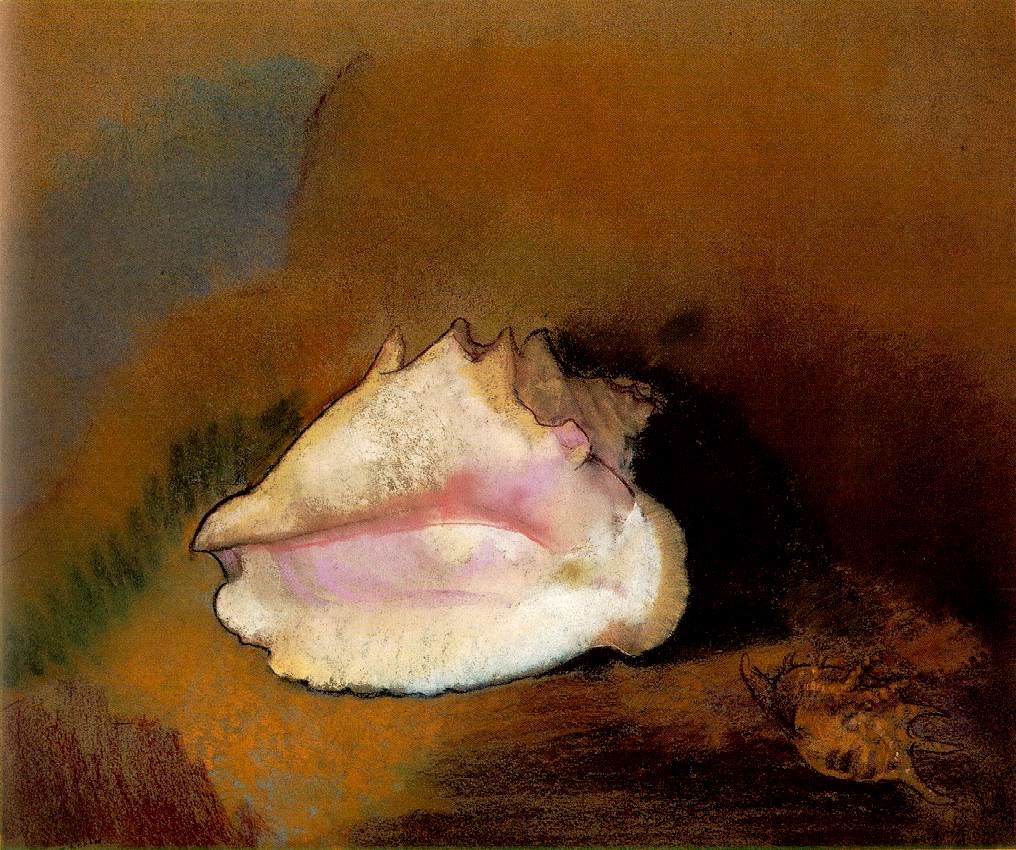
Odilon Redon, La Coquille (1912)

- 2015 :
  - du 13 décembre 2014 au 20 avril 2015 : Auguste Baud-Bovy, poète de la montagne. En écho aux deux grandes expositions de la fondation Beyeler, l'exposition présente Auguste Baud-Bovy (1848-1899), peintre suisse, ami de Gustave Courbet, portraitiste et paysagiste.
  - du 4 juillet au 14 octobre : Sensation de Nature. De Courbet à Hartung. À partir du milieu du XIXe siècle, la représentation artistique de la nature connaît l'une des plus grandes révolutions esthétiques.

- 2016 :
  - du 12 décembre 2015 au 18 avril 2016 : « Le Retour de la conférence », un tableau disparu. Peint en 1863 en Saintonge, Le Retour de la conférence fait partie des œuvres manifestes de Gustave Courbet. Ce tableau traduit l'anticléricalisme et l'opposition qui ont animé son travail tout au long de sa carrière et aurait été détruit après 1913 par un illuminé.
  - du 9 juillet au 17 octobre : Courbet et l'impressionnisme. Gustave Courbet est considéré comme l'un des précurseurs de l'impressionnisme. Cette exposition organisée en partenariat avec le musée d'Orsay a pour but de faire comprendre les liens personnels et artistiques qui unirent le maitre du réalisme à une nouvelle génération d'artistes.

- 2017 :
  - du 17 décembre 2016 au 30 avril 2017 : Courbet/Clergue, Rencontre photographique. Conçue en partenariat avec l'Institut Gustave Courbet[5] à partir de son important fonds photographique, l'exposition se décline en deux volets : une partie historique montrant le rapport de Gustave Courbet à la photographie et une partie contemporaine avec les photographies de Lucien Clergue venu à Ornans en 1979 sur les traces du maitre du réalisme.
  - du 1er juillet au 16 octobre 2017 : Histoires d'ateliers, de Courbet à Soulages/ Photographies de Vincent Knapp. Cette exposition offre l'occasion de rentrer dans les univers uniques de création que sont les ateliers d'artiste. A l'occasion du dixième anniversaire du décès du photographe suisse Vincent Knapp, le musée expose un fonds photographique issu d'une commande en 1987. L'Atelier du peintre de Courbet est à (re)découvrir grâce à des installations numériques.

- 2018 :
  - du 23 décembre 2017 au 23 avril : Gustave Courbet et la Fédération des artistes sous la Commune. Exposition dossier sur l'implication des artistes durant la Commune de Paris (1871).

- 2019 : Bicentenaire de la naissance de Gustave Courbet, le musée présente trois expositions inédites[6]
  - du 15 février au 29 avril : Courbet dessinateur
  - du 10 juin au 30 septembre : Yan Pei-Ming face à Courbet
  - du 31 octobre au 5 janvier 2020 : Courbet-Hodler

- 2020 :
  - du 13 février au 4 mai 2020 : Gérald Mainier (1978-2019), Au fil de la vie, un cours d'eau intranquille[7]

- 2021
  - du 1er juillet au 18 octobre 2021 : Courbet/Picasso. Révolutions![8]

- 2022
  - du 18 décembre 2021 au 27 mars 2022 : Un atelier à soi[9]
  - du 27 juin 2022 au 16 octobre 2022 : Ceux de la terre. La figure du paysan, de Courbet à Van Gogh[10]

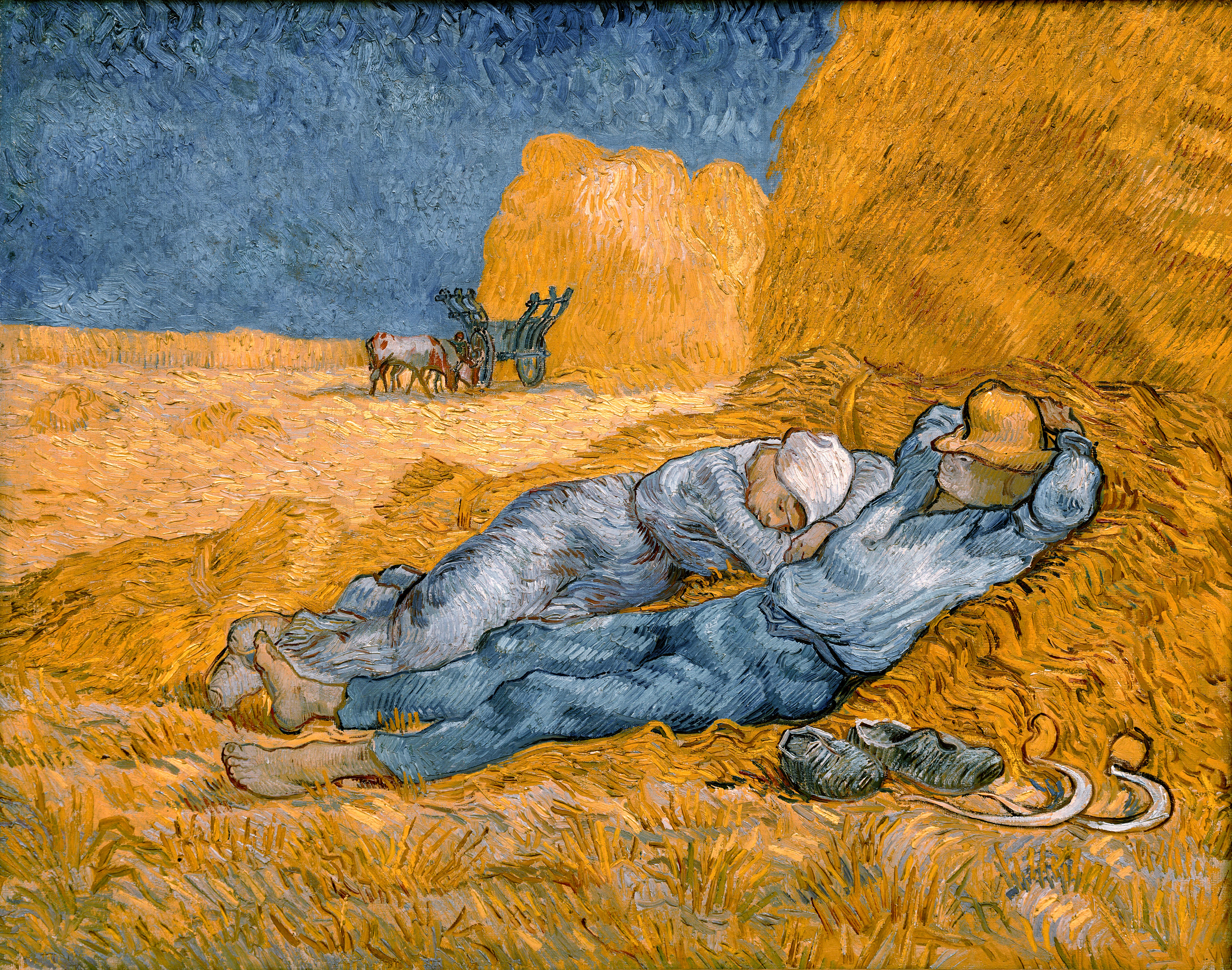
La méridienne de Van Gogh (1890).

- 2023
  - du 26 juin au 1er octobre 2023 : L'âge d'or. Paradis, utopies et rêves de bonheur, de Brueghel à Signac[11]

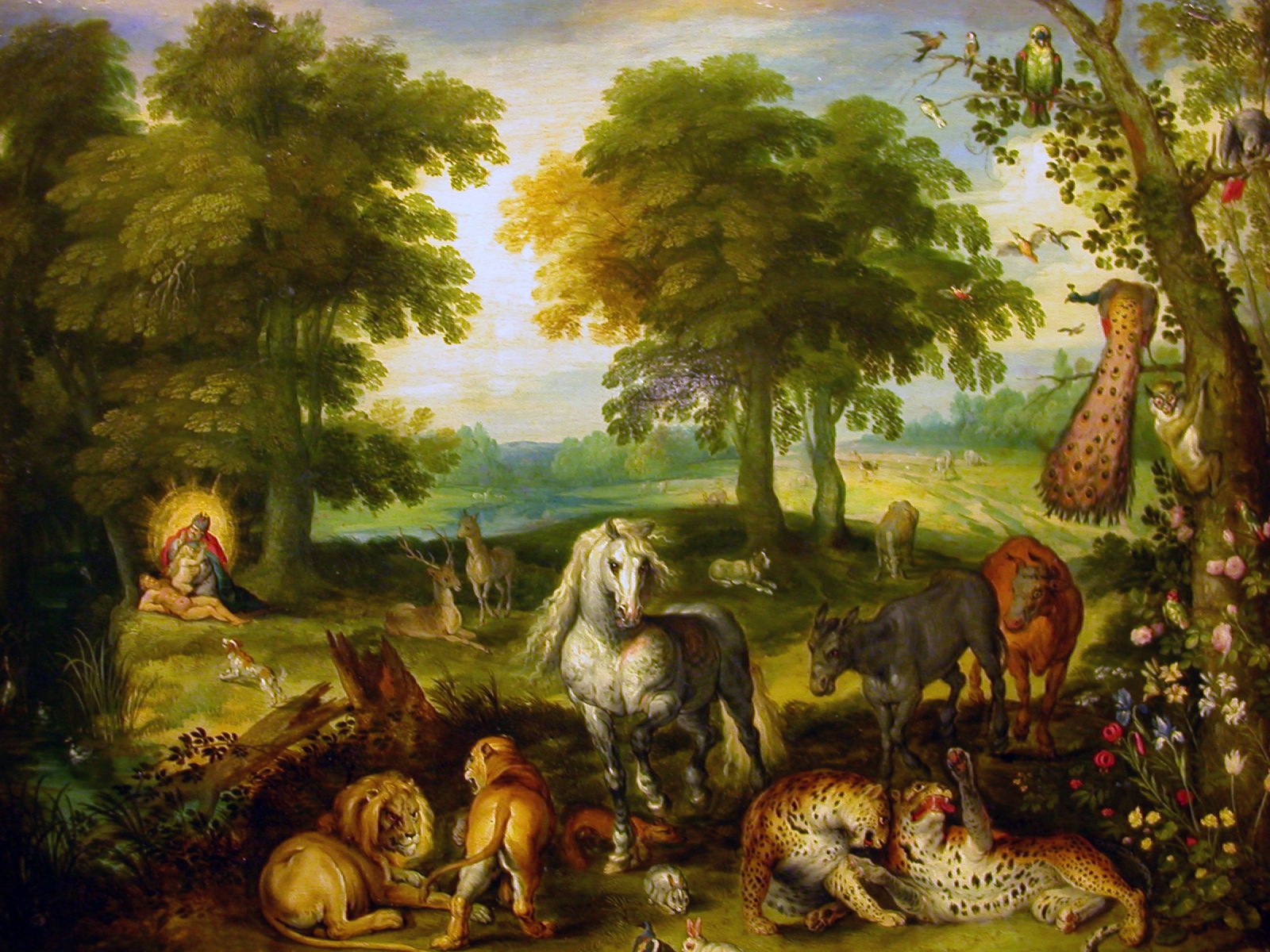
Le jardin d'Eden de Brueghel.

- du 28 octobre 2023 au 4 février 2024 : Delacroix s'invite chez Courbet.

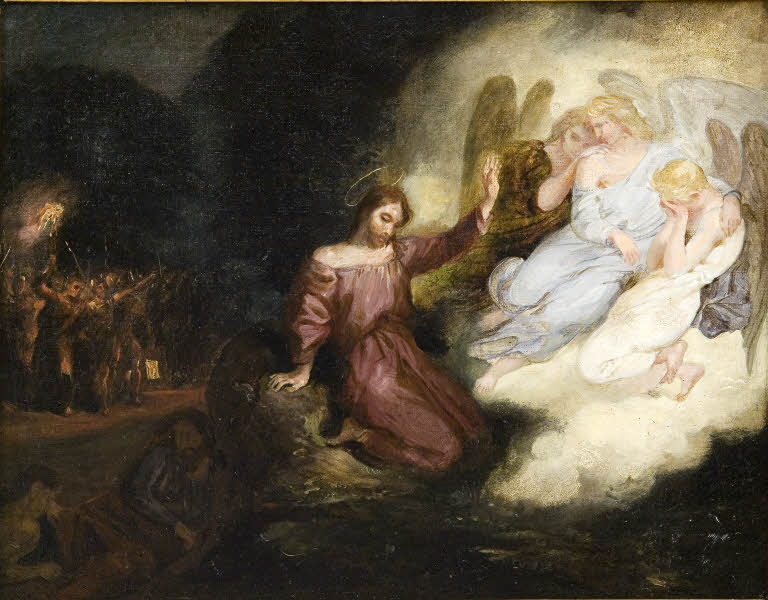
Esquisse pour Le Christ au Jardin des Oliviers, 1823.
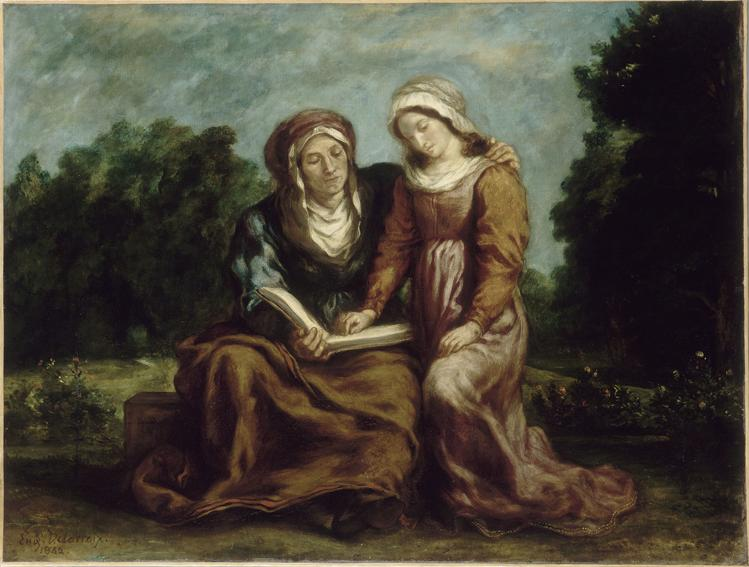
L'Education de la Vierge, 1842.
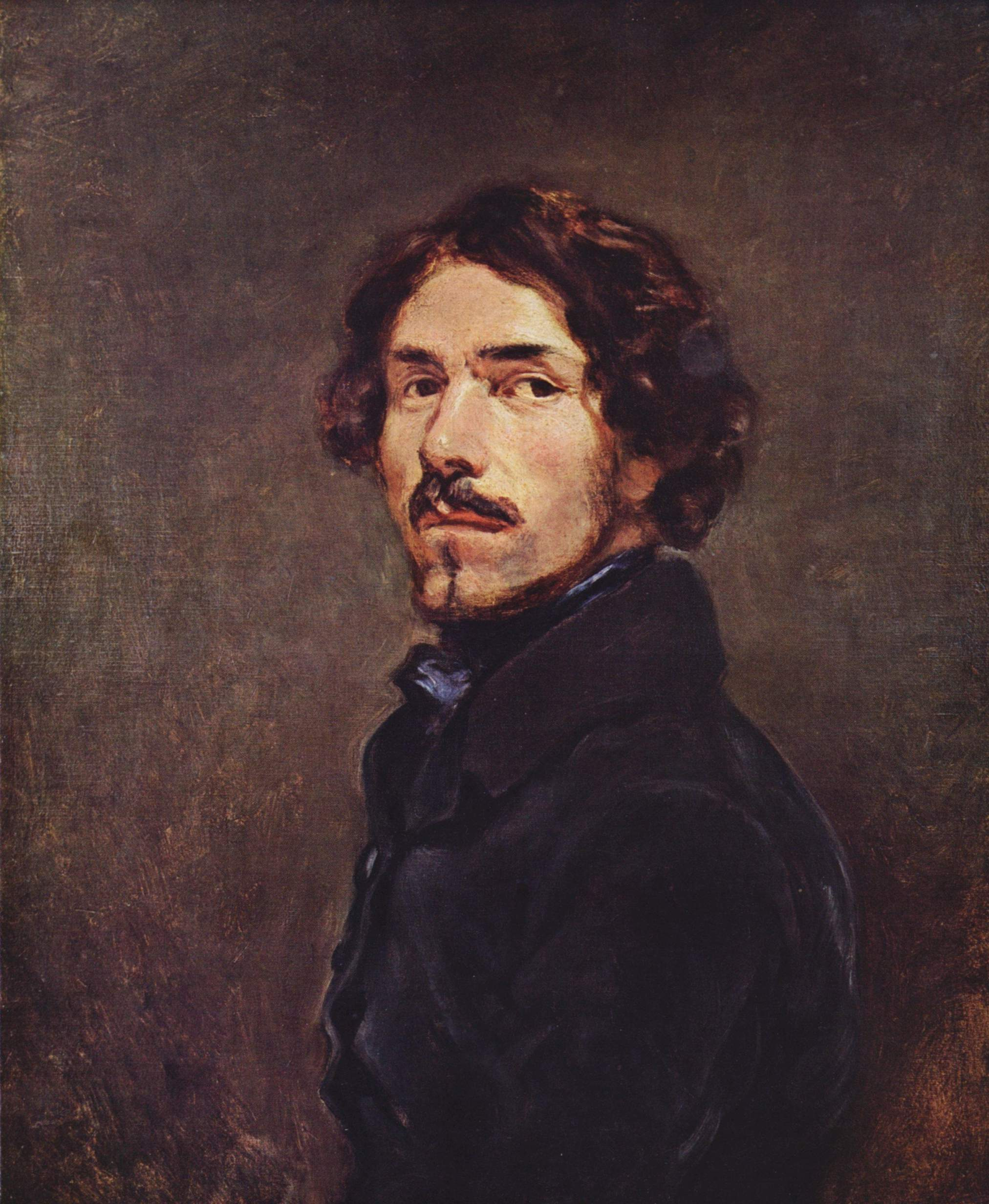
Eugène Ferdinand Victor Delacroix, autoportrait, 1860.

- 2024
  - du 13 mars au 31 décembre 2024 : De Courbet à Monet, le triomphe de la nature, le parcours permanent du musée Courbet fait peau neuve[13].

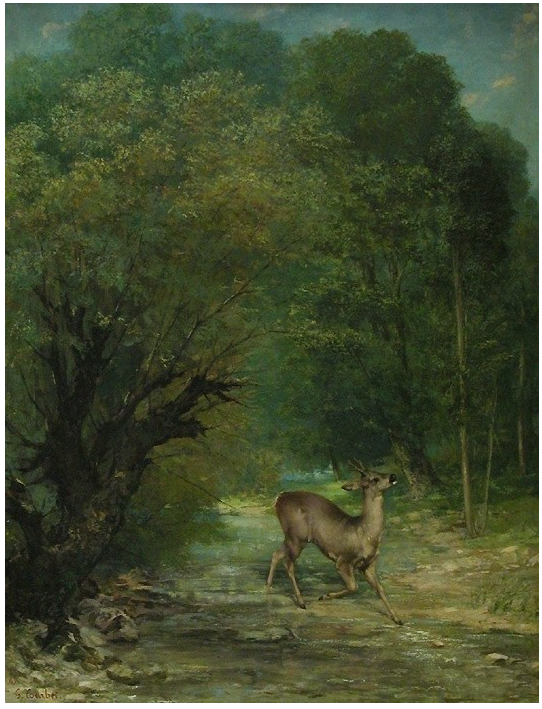
Le Chevreuil chassé aux écoutes (1867).

- du 1er juin au 13 octobre 2024 : COLOSSES. Lutteurs, culturistes et costauds dans les arts.

- 2025
  - du 14 décembre 2024 au 20 avril 2025 : DEVENIR COURBET [15].

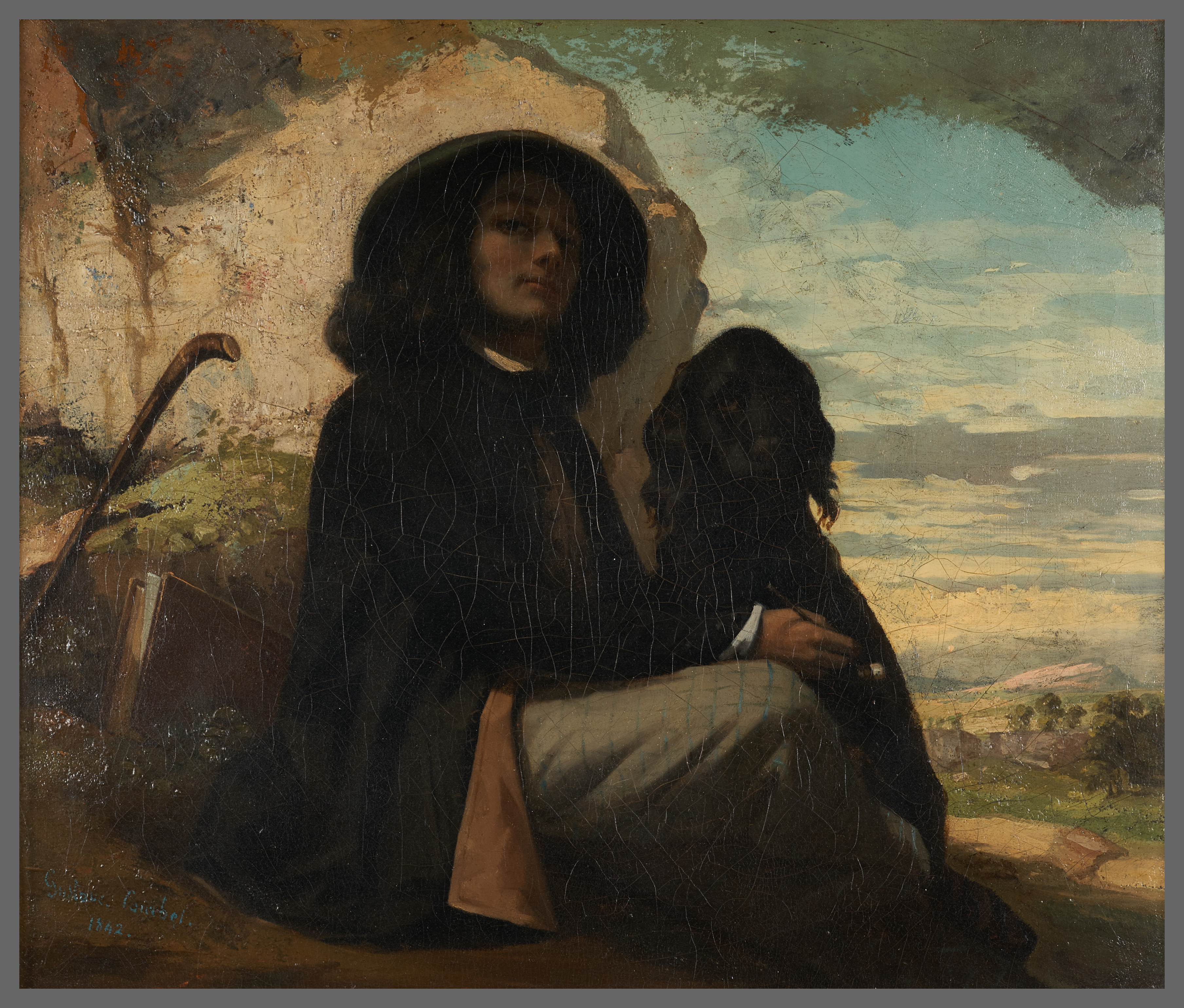
Autoportrait au chien noir (1842).

- du 28 juin au 19 octobre 2025 : PAYSAGES DE MARCHE .

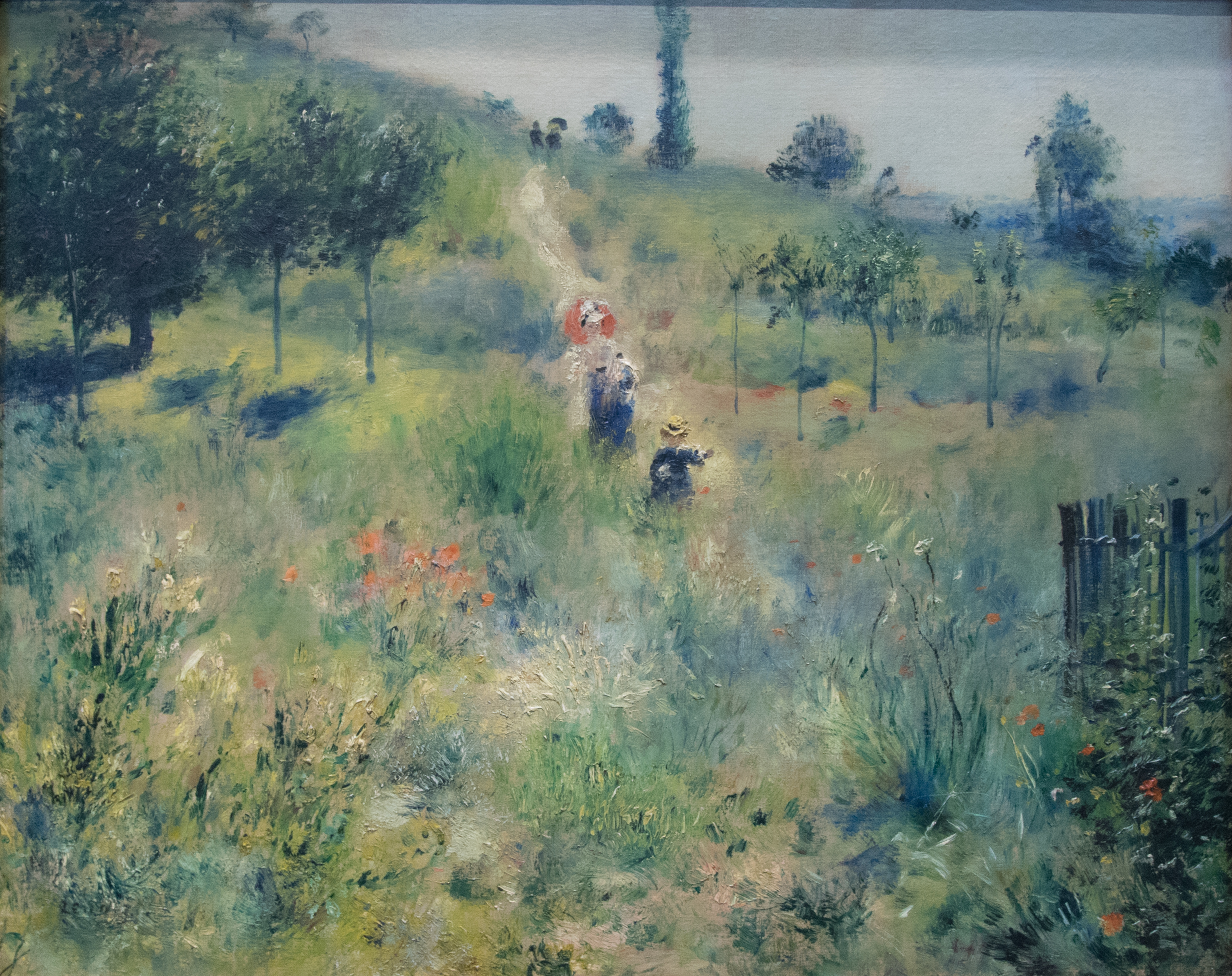
Chemin montant dans les hautes herbes - Pierre Auguste Renoir. (Vers 1875).